# Jaraíz de la Vera
Jaraíz de la Vera es una villa y municipio español situado en el noreste de la provincia de Cáceres, una de las dos que componen la comunidad autónoma de Extremadura. Se encuentra ubicado en el centro-oeste de la comarca de la Vera, de la cual es la cabecera y la población más importante, si bien la sede administrativa de la Mancomunidad de La Vera es la vecina localidad de Cuacos de Yuste.
Según el INE, la población oficial a 1 de enero de 2024 es de 6 720 habitantes. Esto hace de Jaraíz el octavo núcleo urbano de la provincia y el vigésimo de la región, siendo además el quinto con mayor densidad de población. Con ello, constituye un 1,73 % de la población total de Cáceres. Muy próximas al núcleo urbano se encuentran las localidades de Torremenga y Collado de la Vera, formando con Jaraíz un principio de conurbación. En cuanto a la relación de servicios que la villa ofrece, tiene un área de influencia de unas 8 800 personas.
Fundado a principios de la Baja Edad Media, la localidad recibió el título de villa de realengo en 1685, año en que obtuvo la independencia de la ciudad de Plasencia. Sin embargo, hay vestigios de poblados neolíticos y romanos en terrenos cercanos a la localidad y numerosos objetos que hacen pensar que hubo asentamientos de estas poblaciones en épocas anteriores a la Edad Media. Entre 1920 y 1960, la localidad incrementó de manera extraordinaria su población, llegando a doblar los datos del padrón. Entre 1981 y 2001 comenzó una primera decadencia en este crecimiento, que fue subsanada con otro auge en el número de habitantes. Este estuvo motivado, entre otras causas, por la inmigración. Actualmente, la población se encuentra en una segunda regresión.
Jaraíz es conocido como la Capital Mundial del Pimentón, dado que es en esta comarca, donde se produce el pimentón con mayor calidad del mundo. De hecho, la localidad posee un museo dedicado a la preciada especia. También es sede del Consejo de Regulación de la Denominación de Origen del Pimentón de la Vera. La gastronomía jaraiceña, y la verata en general, es muy conocida a la par que variada, contando con una alta consideración por parte de críticos gastronómicos, guías de restaurantes, etc. Es considerada la gastronomía uno de los ámbitos más importantes de la cultura de la localidad, teniendo una gran fama, además del ya mencionado pimentón, la caldereta de cabrito y los embutidos, entre otros. También tienen un elevado prestigio las Ferias de la Tapa, en la que participan diversos bares y restaurantes de la localidad.
La economía del municipio está basada principalmente en el sector servicios, representando estos un alto porcentaje de la actividad económica. Igualmente cabe destacar el sector de la construcción. Jaraíz de la Vera constituye también un destino turístico de primer orden, dentro de Extremadura, dado el carácter histórico de la villa, así como por los maravillosos paisajes por los que está rodeada la localidad. También se encuentra cerca de otros destinos de primer orden como pueden ser Garganta la Olla o el Monasterio de Yuste.
Dentro de las infraestructuras se ha de recordar que Jaraíz supone un nudo de comunicaciones en esta zona extremeña. En cuanto a infraestructuras sanitarias, el municipio cuenta con un recién ampliado Centro de Salud, que ha sido equipado con nuevas herramientas y mayor personal médico (aunque recientemente se ha reducido), que suponen una atención más rápida a la gente de la comarca, sin tener que recurrir al Hospital Virgen del Puerto de Plasencia.

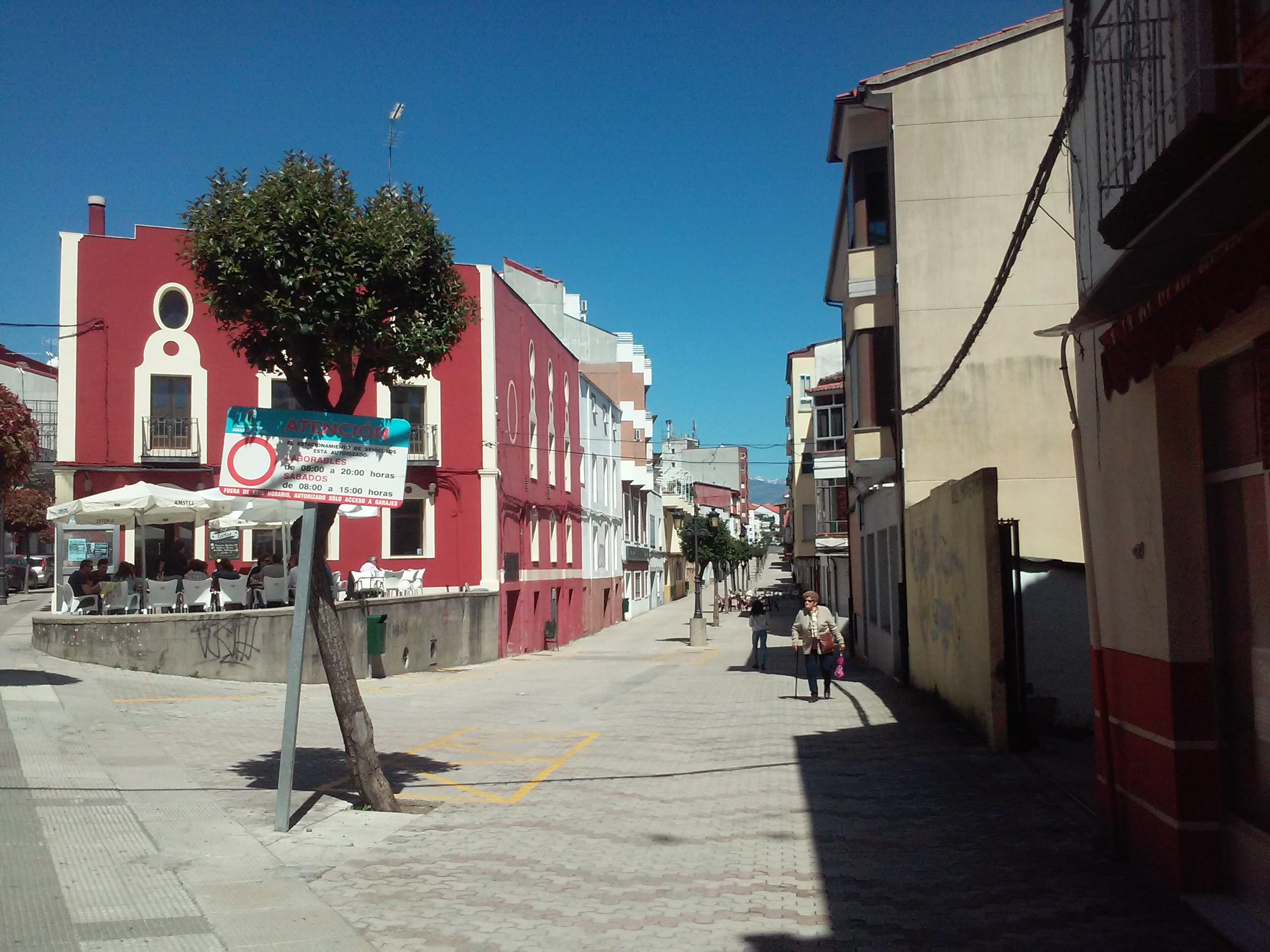
Centro de la localidad

## Toponimia
Es la denominación oficial de esta localidad cacereña. Hay varias especulaciones sobre su origen. Unos piensan que procede del árabe, debido a la existencia de un antiguo castillo en la localidad, donde ahora se encuentra el ayuntamiento. El significado del topónimo en árabe, sería el de Campos labrados, que tiene fundamento dada la fertilidad del suelo jaraiceño. Otros piensan que el origen es romano, debido al hallazgo de numerosas monedas del emperador Constantino I. La hipótesis que a la que menos importancia se tiene es a la del origen peloponeso.
Gentilicio
Como ya se ha dicho arriba, el primer gentilicio de los habitantes de Jaraíz de la Vera fue el de jarentinos, pero actualmente está en desuso. El gentilicio actual, y único reconocido es el de jaraiceños.

## Símbolos
El 26 de septiembre de 1997 se aprobaron el escudo heráldico y la bandera municipal, para el Ayuntamiento del municipio según los cuales se dispone la forma y colores de la bandera y escudo de la localidad. El Ayuntamiento de Jaraíz de la Vera instruyó el expediente administrativo para la adopción del escudo heráldico y bandera municipal, el cual fue aprobado por el Pleno Corporativo, en la sesión del 28 de noviembre de 1996, en el cual se expresaban las razones que justificaban el dibujo-proyecto del nuevo blasón y enseña.

### Bandera
La descripción formal de la bandera sería la siguiente:

Bandera rectangular de proporciones 2/3, formada por tres franjas verticales iguales, verde junto al asta, amarilla la central y azul al batiente, con el escudo municipal en la franja central.
DOE 129/2007, de 26 de septiembre, art. 1

### Escudo
La descripción formal del Escudo de Armas de la localidad sería la siguiente:

Escudo entero de azur torre de oro mazonada de sable, terrasada de sinople, sobre la que ondea pendón de gules, acompañada de dos lobos empinados de sable. Al timbre Corona Real cerrada.
DOE 129/2007, de 26 de septiembre, art. 2

Del escudo, informalmente se puede decir que en el centro campea un castillo mazonado sobre un campo verde, como los de los alrededores de la localidad. A ambos lados de este dos lobos se apoyan sobre él. Una bandera roja ondea en lo alto del castillo.

## Geografía
Jaraíz de la Vera se encuentra a unos 112 km de Cáceres, a 178 km de Mérida, a 161 km de Salamanca, a 223 km de Madrid y a 128 km de la frontera con Portugal y a una altitud de 561 metros sobre el nivel del mar. Dentro de Extremadura queda situada al noreste, en el sector central de la comarca de La Vera. El término de Jaraíz se encuadra entre las primeras estribaciones montañosas del macizo de la sierra de Gredos y el valle del Tiétar. De acuerdo con ello, tiene dos partes bien diferenciadas: por un lado, el piedemonte del Sistema Central, llano pero muy erosionado por la proximidad y el desnivel del cauce del Tiétar; por otro lado, la depresión del río Tiétar. Frente a ese piedemonte dedicado a pastos fundamentalmente, la depresión del Tiétar constituye una de las áreas de regadío más productivas de Extremadura, donde se cultivan principalmente tabaco y pimiento.
El casco urbano está delimitado al norte por el cerro de las Cabezas, considerado el Pulmón de Jaraíz dada la abundancia de pinos y de robles. Este espacio estuvo nominado a ser nombrado Espacio periurbano. En la cima de este cerro existe un Vértice geodésico, con una altura oficial de 755.60 m s. n. m. El territorio del término municipal que contiene el núcleo urbano está representado en la Hoja -0599- del MTN50 del Mapa Topográfico Nacional del Ejército.
Su término municipal tiene una extensión de 62,52 km², siendo uno de los municipios más extensos de la comunidad autónoma.
| Noroeste: Pasarón de la Vera | Norte: Garganta la Olla | Noreste: Cuacos de Yuste |
| Oeste: Torremenga            |                         | Este: Collado de la Vera |
| Suroeste Pasarón de la Vera  | Sur: Majadas de Tiétar  | Sureste: Casatejada      |

La siguiente tabla muestra las distancias entre Jaraíz y las localidades más importantes de la provincia de Cáceres y algunas de las capitales de provincia de España con las cuales hay mayores relaciones
| Localidades y lugares de interés | Distancia (km) | Ciudades             | Distancia (km) | Capitales | Distancia (km) |
| -------------------------------- | -------------- | -------------------- | -------------- | --------- | -------------- |
| Pasarón de la Vera               | 7.8 km         | Plasencia            | 32 km          | Cáceres   | 110 km         |
| Monasterio de Yuste              | 8.5 km         | Trujillo             | 93.5 km        | Mérida    | 180 km         |
| Piornal                          | 18.5 km        | Talavera de la Reina | 98.5 km        | Madrid    | 219 km         |
| Losar de la Vera                 | 22 km          | Don Benito           | 161 km         | Badajoz   | 240 km         |
| Almaraz                          | 32 km          | Toledo               | 184 km         | Lisboa    | 419 km         |
| Parque nacional de Monfragüe     | 45 km          | Zaragoza             | 532 km         | Barcelona | 842 km         |

### Hidrografía

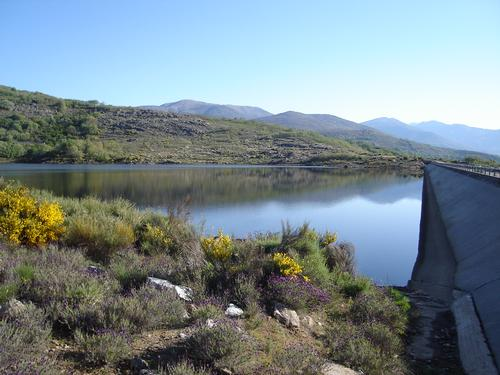
Presa de las Majadillas, en el término de Garganta la Olla

Todos los arroyos del término municipal son afluentes de la garganta Pedro Chate. Esta desemboca en el río Tiétar, que es el límite sur del término y único río importante. Por lo que, el municipio pertenece en su totalidad a la cuenca del Tajo. La desembocadura del Tiétar en el Tajo se produce aguas abajo de la localidad en el parque nacional de Monfragüe. El arroyo más importante de la localidad es el arroyo de las Veguillas.
Embalses
En el arroyo de las Veguillas, también llamado arroyo Platero, a unos 2,5 kilómetros de la localidad, se encuentra el embalse de las Majadillas, que abastece a la localidad. Se encuentra en el término municipal de Garganta la Olla, aunque es perteneciente a Jaraíz. Tiene una capacidad de 1,953 hm³. Fue construida en el mandato de Victoriano Macías. Abastece a las poblaciones que forman ese principio de conurbación descrito en la introducción: Torremenga y Collado de la Vera. No existen en el municipio acuíferos de importancia.
Piscina Natural El Lago
La piscina natural Lago Alonso Vega que es su nombre oficial, o comúnmente conocido como El Lago es un lago natural que se forma en el cauce de la garganta Pedro Chate. Sus aguas son muy frías durante todo el año, por lo que solo se recomienda bañarse en el estío. Este lugar se ha remodelado y cuenta con una zona de bar-restaurante para disfrute de los visitantes. Es una gran zona turística, pues supone el lago de agua dulce más importante de la zona. También es una buena zona para los aficionados de la pesca de la trucha. Este lago está muy bien señalizado y cuenta con dos entradas desde la EX-203.

### Clima
El clima es de tipo mediterráneo, aunque modificado por la influencia atlántica en invierno y por los efectos de la sierra de Gredos, que protege a toda la comarca de los vientos fríos de componente norte y provoca elevadas precipitaciones por los efectos de la altitud. La temperatura media anual es de unos 14,5 °C. Los inviernos suelen ser frescos y bastante lluviosos, lo que hace de esta zona una de las más bellas en primavera, con una temperatura media que ronda los 7 °C en invierno; el verano es algo menos seco y caluroso que fuera del Sistema Central, con una temperatura media de unos 24,5 °C. La precipitación media anual supera los 500 mm.

### Flora
La formación vegetal natural es de transición entre la seca penillanura y la húmeda montaña, alternando desde la encina y el roble melojo, hasta el quejigo, el castaño y el rebollo, junto a otras especies que componen el matorral, como la jara, madroño, enebro, cantueso, brezos, etc. Importante es también en La Vera la vegetación de ribera: alisos, chopos, helechos, etc.

### Fauna

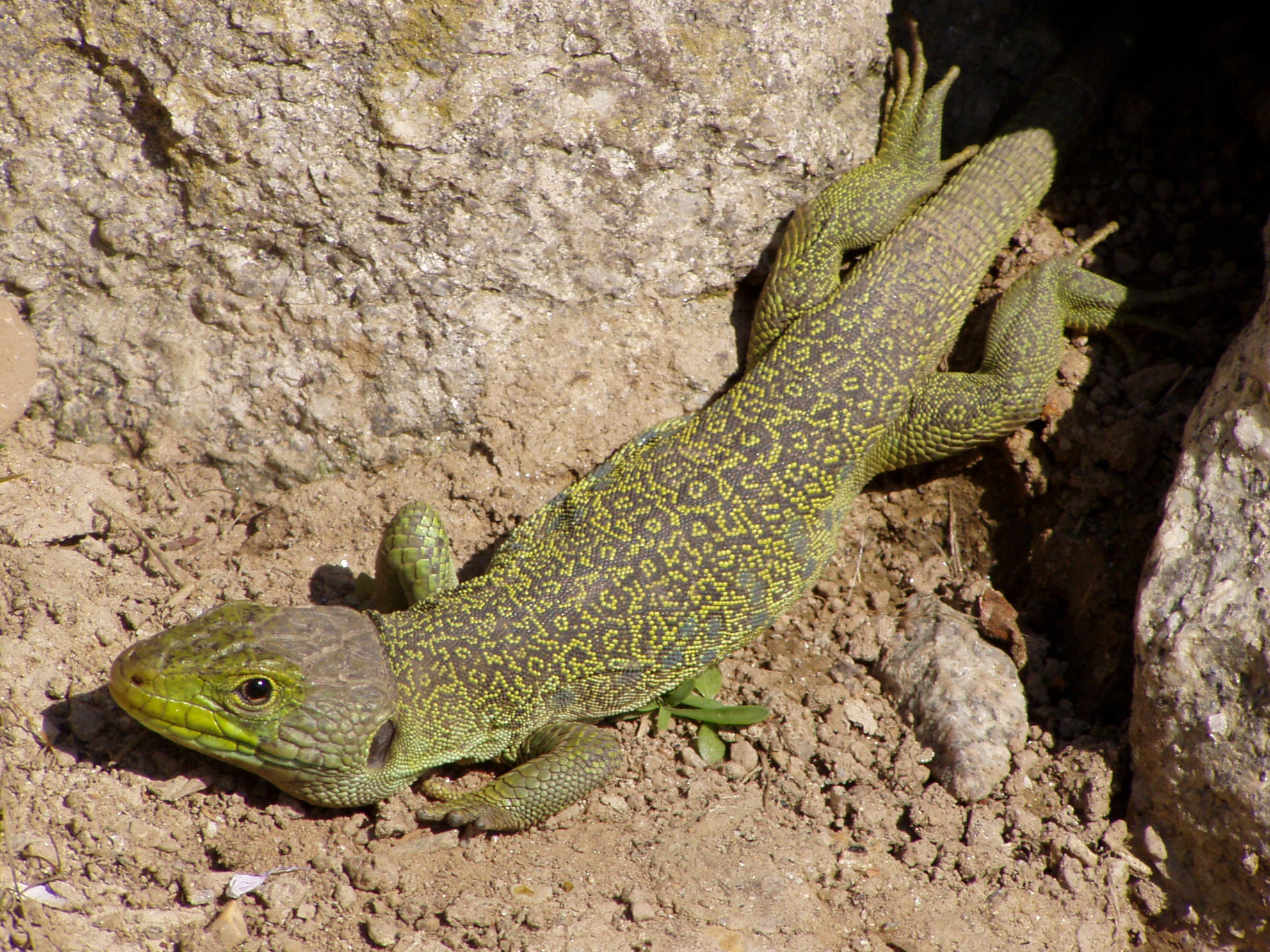
Lagarto ocelado, presente en el territorio jaraiceño

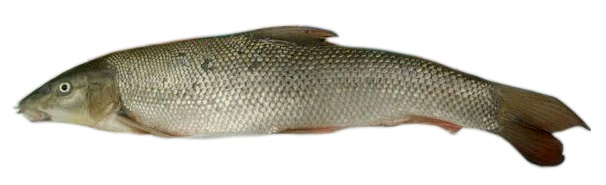
Barbo común, presente en el Tiétar

Sobrevolando la zona se pueden observar grandes rapaces en busca de alimento y que habitan en el parque nacional de Monfragüe (a 20 km en línea recta) o en las estribaciones de la sierra de Gredos que se encuentran muy próxima al municipio.
En las dehesas del municipio, existe aprovechamiento de los pastos mediante el pastoreo de cabras, ovejas y vacas principalmente y que en los meses de verano realizan la trashumancia hacía zonas más frescas del Norte de España, concretamente hacia Castilla y León.
Entre los anfibios y reptiles presentes en la zona destacan diferentes tipos de sapos, la culebra bastarda, el lagarto ocelado, varios tipos de lagartijas y la salamanquesa común.
El grupo con mayor diversidad es el de las aves. Las especies más comunes son el pinzón vulgar, el herrerillo, el verdecillo, el rabilargo, el zorzal charlo, la totovía, la cogujada montesina, el cuco, agateador común, el alcaudón común, el estornino negro, el carbonero común, el jilguero, el pardillo común, el gorrión común y como invernante la paloma torcaz; también pueden encontrarse perdices y codornices Cigüeña Blanca y rapaces nocturnas como el cárabo y el autillo, así como diversas especies que cazan en estas zonas, entre ellas el águila calzada, el águila perdicera, el ratonero común, el halcón peregrino, milanos, buitres y el cernícalo. En la dehesa de Jaraíz hay también una pareja de negras, por lo cual la localidad es muy afortunada, ya que estos animales son difíciles de criar en España.
Entre los mamíferos cabe citar a los topillos, ratones de campo, erizo común, jabalíes, zorros, liebre y conejo.
En las charcas y pantanos de la localidad, las especies que se pueden encontrar son: barbo, boga, cacho, pardilla, calandino, carpa, tenca y colmilleja.

### Micología

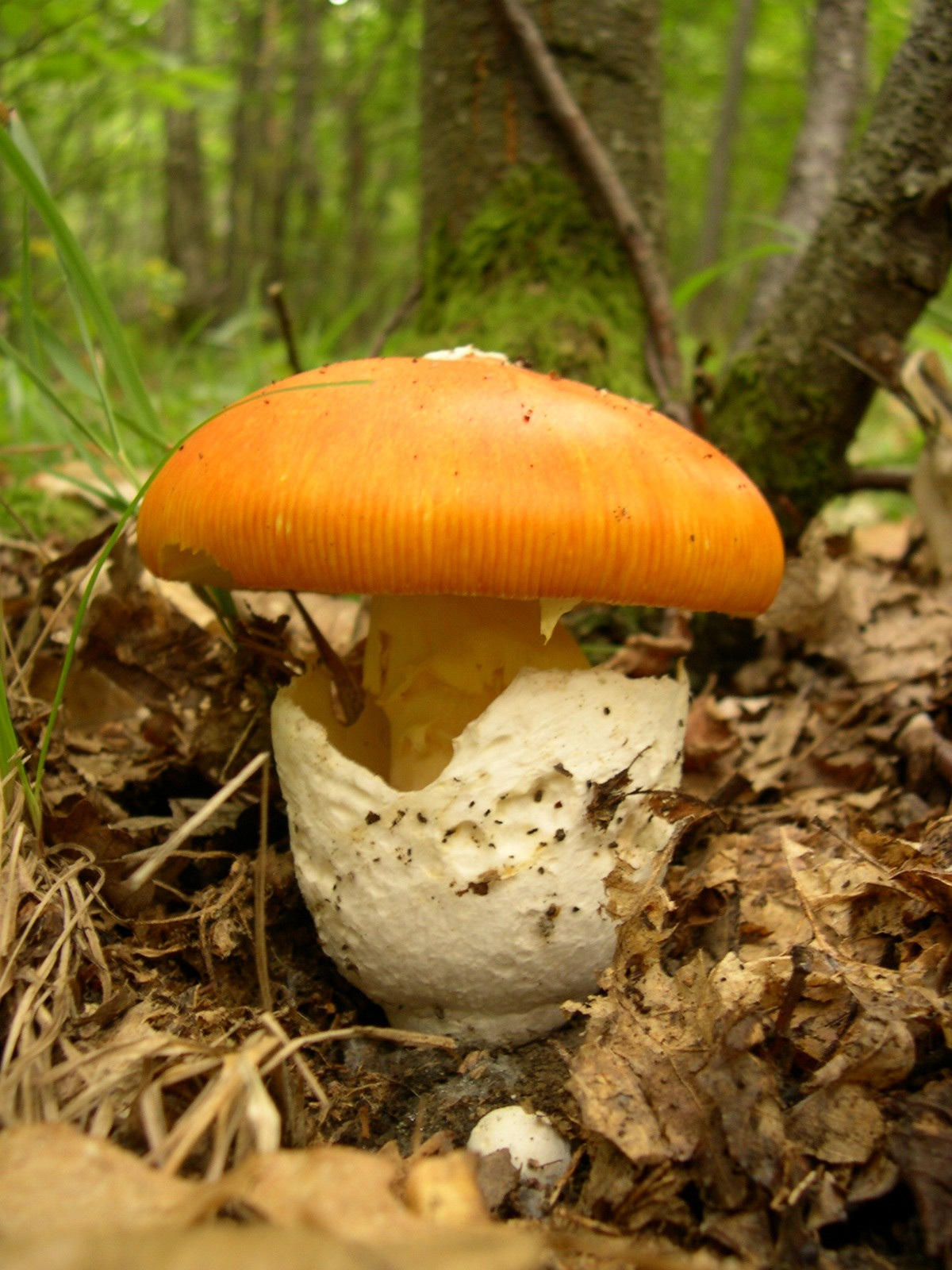
La Amanita caesarea, abundante en la zona y muy aprecida gastronómicamente

También es una zona de gran interés micológico. En la zona que rodea la localidad se pueden encontrar multitud de especies de setas, siendo las más apreciadas la Amanita Cesárea, las diversas clases de Boletus, el galipierno o parasol, el champiñón, Coprinus comatus, etc.
Se suelen hacer Jornadas Micológicas, dado el gran número de aficionados que hay al mundo de las setas.

### Geología
El municipio se encuadra dentro del Macizo Hespérico, en la parte meridional de la Unidad Geológica Centroibérica. Desde el punto de vista estratigráfico predominan sedimentos precámbricos constituidos por grauvacas y pizarra. El resto son sedimentos terciarios y cuaternarios ligados principalmente al sistema fluvial.
No existen indicios de explotaciones de minerales en la zona, en el pasado reciente han existidos explotaciones de canteras para extracción de diferentes materiales, también han existido explotaciones para cerámica industrial en los depósitos terciarios de la cuenca.

### Zona Especial de Protección para las Aves
ZEPA situada en la provincia de Cáceres en el interior de la población.
Calidad
En este espacio se encuentra un taxón del Anexo I de la Directiva aves, Falco naumanni, en concentraciones importantes de reproducción.
Vulnerabilidad
- Perdida del hábitat de nidificación por destrucción de edificios antiguos o arreglo de tejados principalmente.
- Muerte por electrocución en tendidos con aislantes rígidos y transformadores.
- Transformación del hábitat donde viven las poblaciones de sus presas, insectos y pequeños roedores.

## Historia

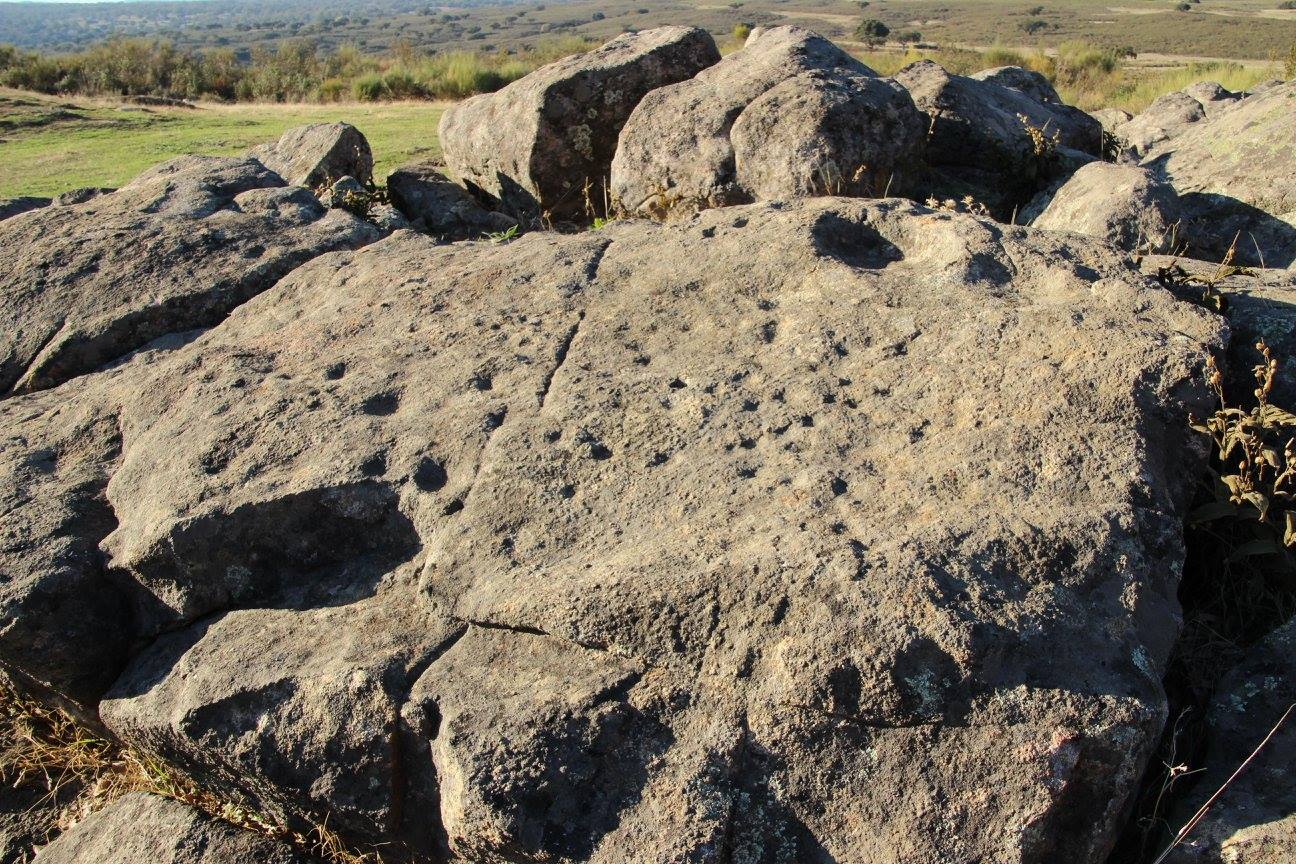
Cazoletas prehistóricas en la dehesa de Jaraíz

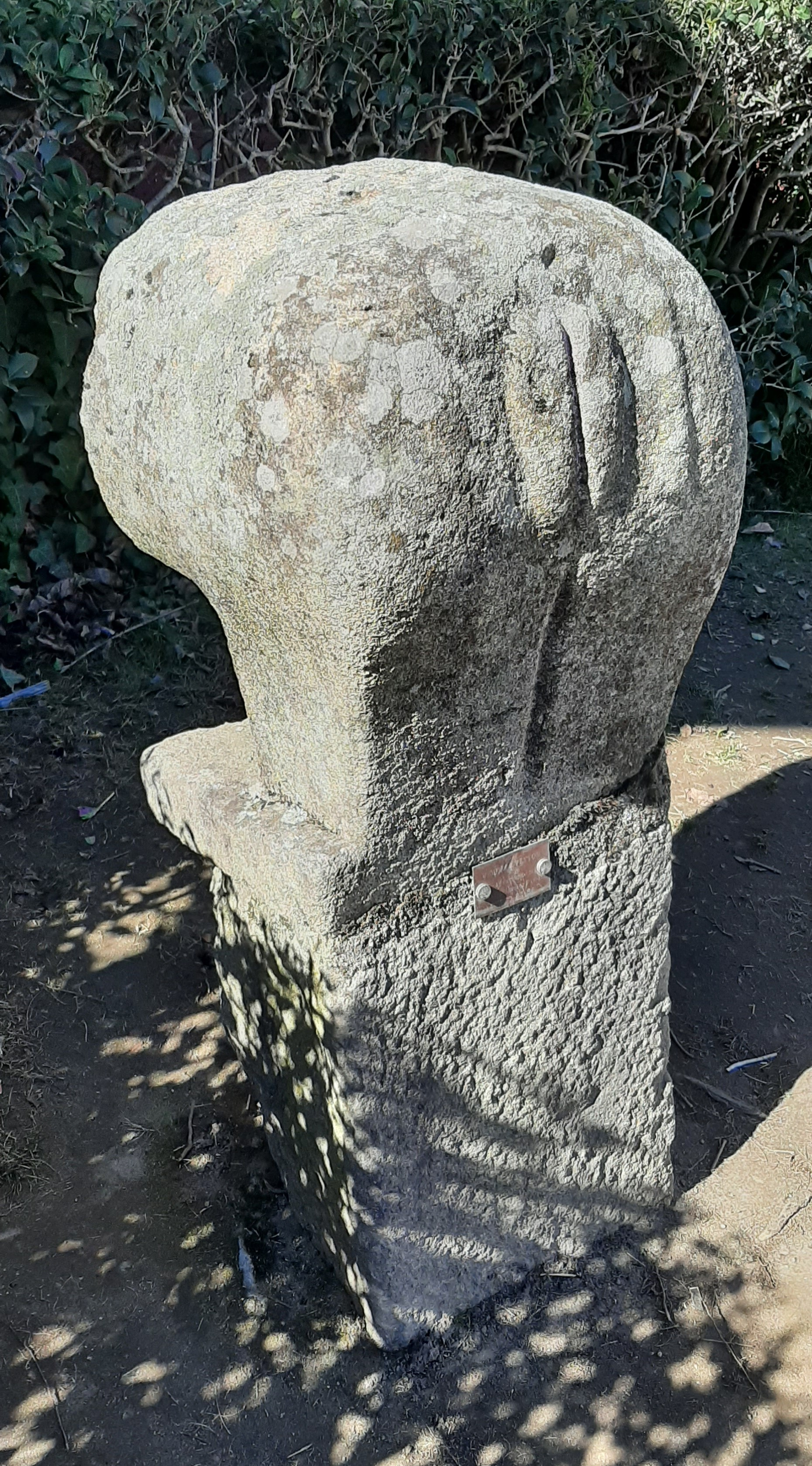
Verraco vetón

Es el municipio de mayor tamaño de toda la comarca de la Vera. Sus tierras estuvieron pobladas desde la prehistoria tal y como demuestran los restos que se han hallado. Más tarde, las sucesivas civilizaciones que fueron pasando por la zona dejaron su marca, como los vettones o los romanos. De los primeros se conserva la parte trasera de un verraco en el patio del IES Maestro Gonzalo Korreas. 

### Edad Media
Los orígenes de Jaraíz se remontan a la Edad Media, cuando se funda el pueblo en tiempos de Al-Ándalus con el nombre árabe de harā'ith حرائث, que significa 'campos labrados'. Lo cual no es más que una teoría, y no se encuentra documentado tal nombre en ningún documento antiguo. De ser cierta esta teoría se trataría de una excepción, pues no hay ningún pueblo en la Vera con nombre de origen árabe. 

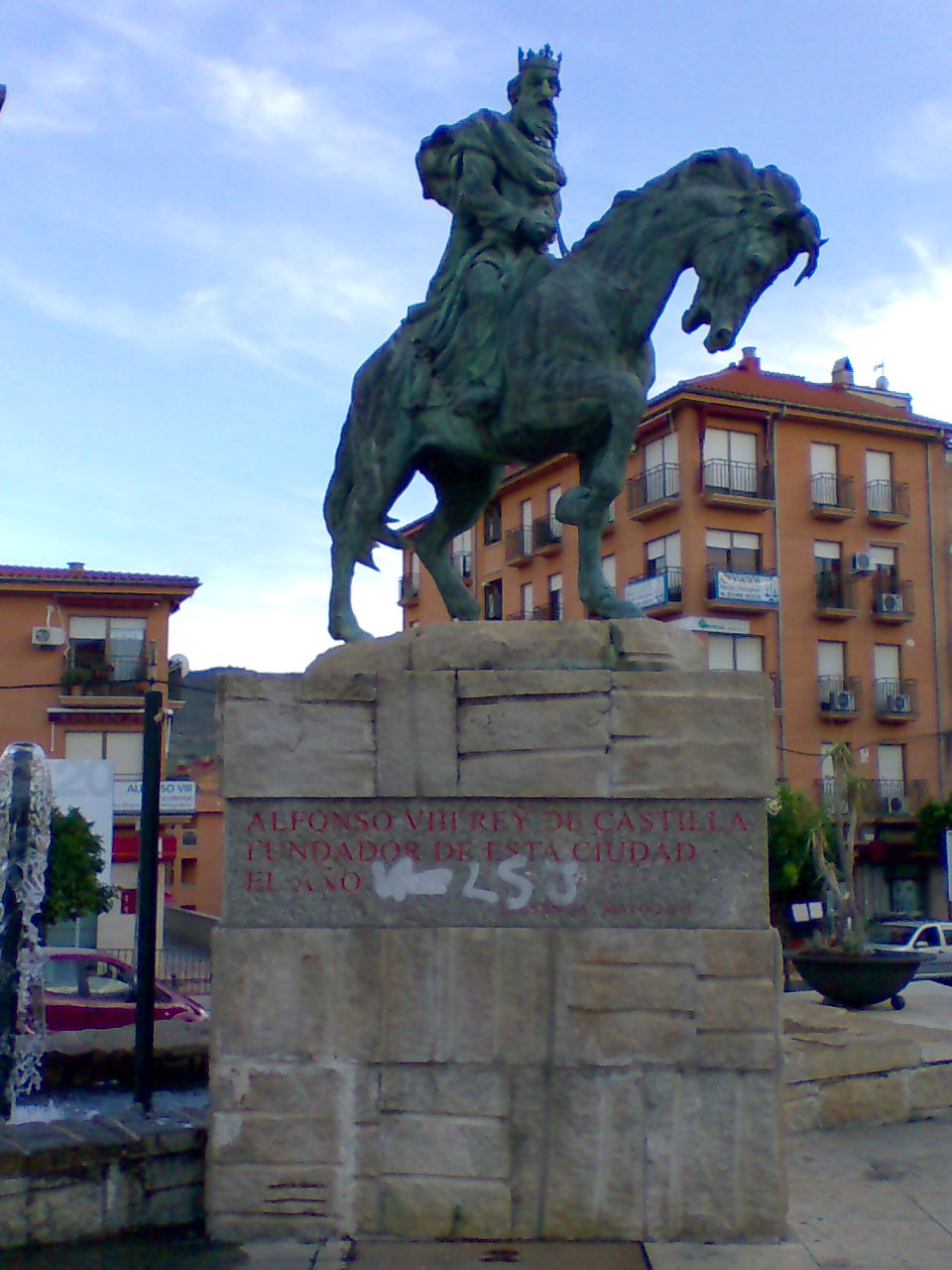
Estatua de Alfonso VIII en Plasencia considerado el fundador de la ciudad y del Sexmo de Plasencia

El 8 de marzo de 1186 concede Alfonso VIII el Privilegio fundacional a la ciudad de Plasencia, dándole el título de la Muy Noble, Escudo y Fuero, señalando además los límites de su alfoz. El Obispado fue creado por Clemente II el 13 de marzo de 1188, siendo confirmado al año siguiente, dependiendo esta diócesis de Santiago de Compostela. Jaraíz al igual que otros pueblos de La Vera, pasó a formar parte de la tierra de Plasencia, apareciendo hacia el año 1218 como uno de los núcleos más poblados del sexmo.
En el año 1217 aparece nombrado Jaraíz en un documento de Honorio III refiriéndose a esta población como Safariz. No es hasta finales del siglo XIII que se inicia una gran actividad repobladora con garantías de perdurar. Es también en este siglo, allá por el año 1254, que aparece Jaraíz, junto con Cuacos, Losar y Jarandilla, en un documento de Inocencio IV, como las únicas poblaciones de La Vera que disponían ya de iglesia.
Los sexmeros de la Tierra de Plasencia correspondiente a La Vera, entre ellos los de Jaraíz, tenían por costumbre el reunirse para tratar de asuntos de interés común, en la iglesia de Santa María de Cuacos; sucediéndose en aquellos años numerosos casos y pleitos entre las poblaciones, por derechos sobre tierras y otros conflictos económicos. Como ejemplo, el pleito entre Jaraíz y Torremenga en el año 1431 por el amojonamiento de las dehesas.
En el año 1494 vivían en Jaraíz 500 vecinos, siendo uno de los núcleos más poblados de las tierras de Plasencia. Era también Jaraíz una de las poblaciones donde habitaban mayor número de judíos, que se dedicaron principalmente a operaciones comerciales como la venta de casas y fincas, usura, zapateros, médicos, plateros, sastres, etc. Tuvieron una judería que se encontraba junto a la morería - siervos, redimidos o conversos -, situadas ambas en las calles que dan a las traseras y más cercanas al Ayuntamiento.
A partir de entonces la localidad fue desarrollándose hasta que en la época de Carlos V alcanza su máximo esplendor, tanto en el ámbito demográfico como económico, religioso y cultural.

### Edad Moderna
Siglo XVI
De la localidad de Jaraíz marcharon en el siglo XVI veintiún emigrantes; de estos debemos mencionar a uno que se incorporó con los hombres de Pedro de Valdivia y estuvo en la conquista de Chile; y otro de nombre Fray Francisco de Jaraíz, del convento de Borja, que marchó a Santo Domingo el 21 de marzo de 1588.
En el año de 1571 cuando nace en Jaraiz, Gonzalo Correas, que estudió en el Colegio Trilingüe de Salamanca y luego en la Universidad de Irache, antiguo monasterio en las estribaciones de Montejurra, cercano a la ciudad navarra de Estella. Gran humanista y escritor, llegó a ser Catedrático de Griego en la Universidad de Salamanca, ciudad en la que vivió y donde murió en el año de 1631.

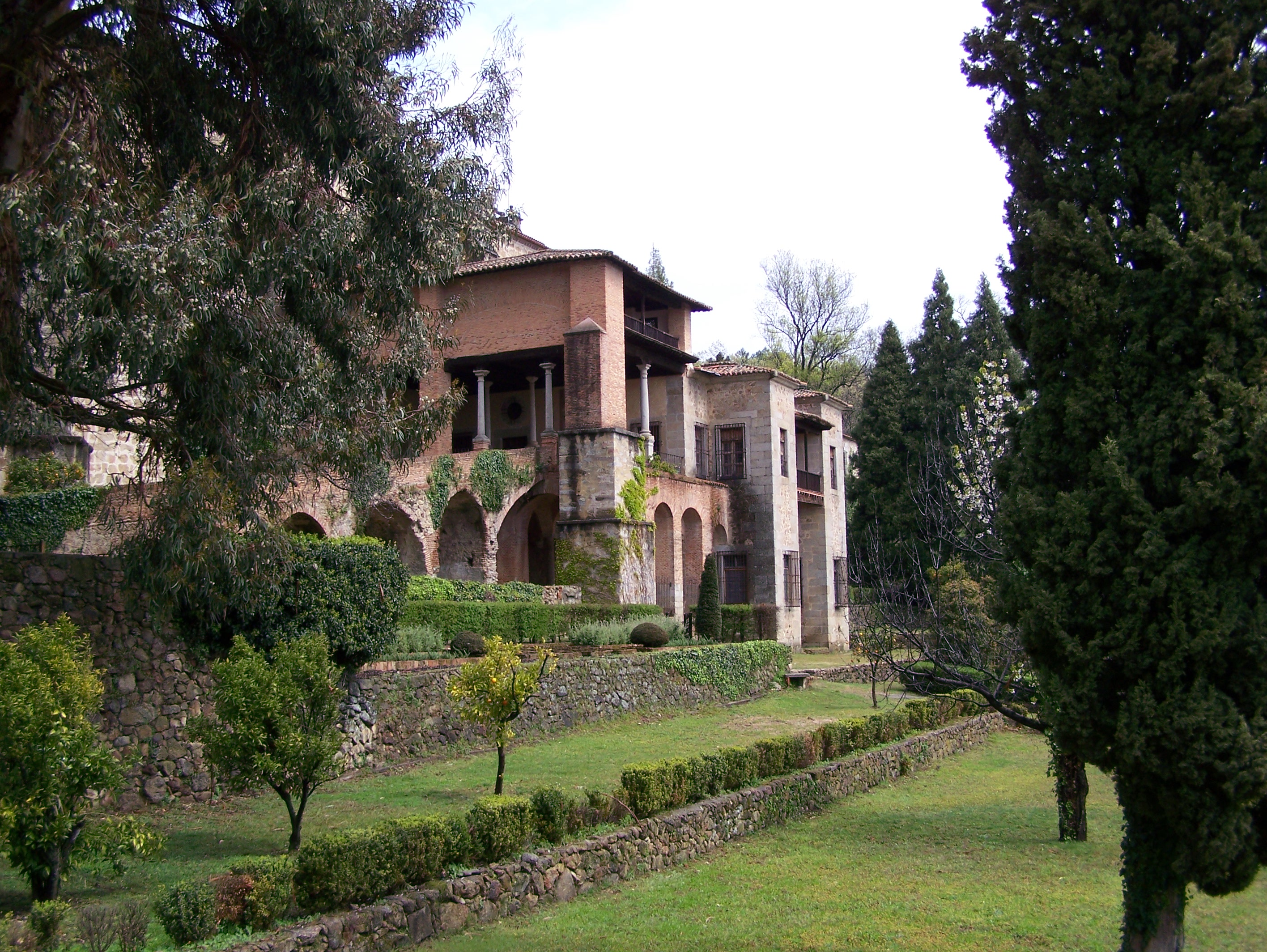
Monasterio de Yuste, en Cuacos, cerca de Jaraíz de la Vera

Durante el siglo XVI, se produce un hecho histórico para la comarca de La Vera, que marcará para siempre su historia. El emperador Carlos I se retiró de su azarosa vida al apacible rincón del Monasterio de Yuste situado en Cuacos de Yuste. Es también en este siglo cuando Jaraíz despega económicamente y se realizan algunas de las obras de mayor importancia patrimonial y arquitectónica, nos referimos a la plaza Mayor y a la terminación de la segunda parroquia, la de San Miguel. Curiosamente esta iglesia fue declarada, por sentencia judicial, la más antigua de las dos existentes, citándola Pascual Madoz en su Diccionario para decir de ella que se asemeja a un castillo o atalaya. Sin embargo, la más antigua es la de Santa María.
Con la terminación de esta iglesia, será Jaraíz la única población del obispado de Plasencia en contar con dos parroquias, convirtiéndose en centro de una vicaría gestionada por dos Vicarios - El cura de San Miguel y el de Santa María - con jurisdicción en lo civil sobre treinta y seis lugares de La Vera y Campo Arañuelo. Dándonos una idea esta situación religiosa, del poder que el clero - a falta del poder de los caballeros o señores feudales que se dio en otros lugares de la Tierra de Plasencia -, tuvo en Jaraíz durante muchos años.
Siglo XVII

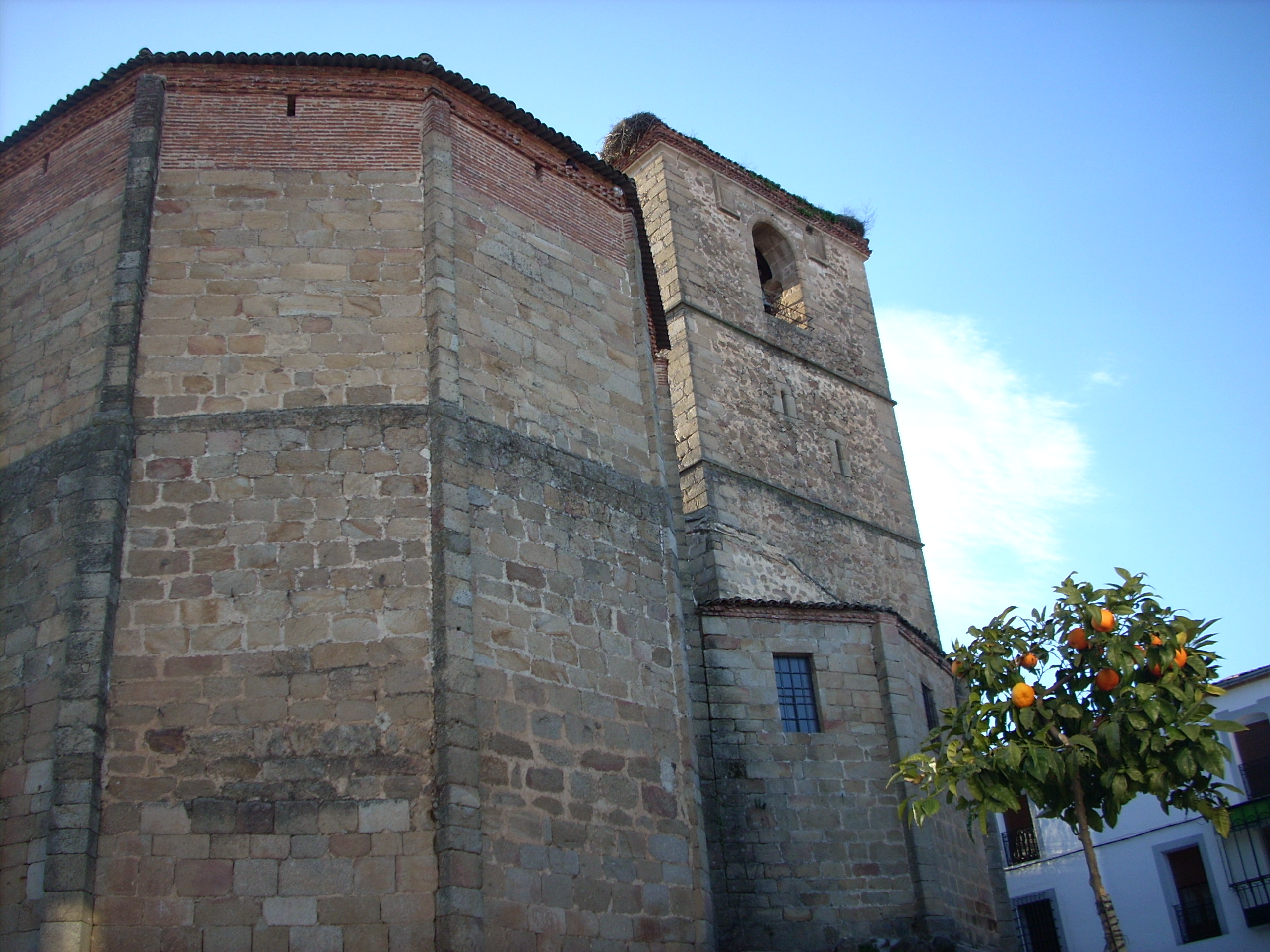
La iglesia de Santa María de Altagracia de Jaraíz, la más antigua de la localidad

En el siglo XVII, se producen más aportaciones de viajeros, nacidos en Jaraíz, a la colonización del Nuevo Mundo. El padre Juan de Escobar participó en la evangelización de Perú, muriendo en la ciudad de Cuzco. También nos habla de que hicieron las américas: Francisco del Espíritu Santo y Agustín de San José, los Carvajales, los López, los Escobares, los Villalobos, al igual que Don Martín García de Tovar, capitán, gobernador y Justicia Mayor de México.
Después de un largo período perteneciendo como aldea a la ciudad de Plasencia, se independizaría Jaraíz de esta en el año 1685, al adquirir el Privilegio de Villazgo, previo pago a esta ciudad con la cesión de la dehesa del Rivero y una barca, que servía para cruzar el río Tiétar y que rendía pingües beneficios, pues en esa época, no existía en esta parte del río puente construido que permitiera cruzarlo. A partir de entonces, podrá aplicar justicia con independencia de Plasencia, mandándose construir en el año 1689 y en la plaza de Santa Ana - cuatro años después de su independencia -, un monumento que simbolizaba tal poder, el Rollo o Picota.
Siglo XVIII
En el siglo XVIII sufrió Jaraíz una recesión en su población, según podemos leer en los datos aportados por Don Tomás López, quién escribe que aunque en otros tiempos había más habitantes, en 1789 el número había descendido hasta los trescientos cuarenta vecinos. El 6 de julio y el 1 de noviembre, el bachiller Vicente Zúñiga y el capellán Manuel Gutiérrez Ovejero, contestando a las preguntas formuladas por el geógrafo Don Tomás López aportan los siguientes datos sobre la economía de Jaraíz:

Los frutos de Jaraíz son: aceite, que ascenderá por un quinquenio a dos mil cantaras, de seda, que va tomando mucho fomento, asciende a dos mil libras en rama; de avichuelos y garbanzos como a quinientas fanegas; de trigo y centeno dos mil fanegas; frutas de hueso, peras y manzanas hay de todas las especies, pero no es de consideración; de las cosechas de hortalizas, la que ha tomado mucho aumento es la de pimentón, que ascenderá por un quinquenio a siete mil arrobas; la de lino a diez mil libras; el fruto de castañas se llegó a extinguir totalmente en este término por una causa incógnita que principió en Jarandilla por los años 1733, se fue propagando hacia el poniente, de modo que se pasmaban y maleaban o se secaban los árboles sin tierra... En Jaraíz la seda se hila por mujeres a la perfección y vienen a comprarla para las fábricas de Toledo, Sevilla, Granada y otras del reino.

### Edad Contemporánea
A la caída del Antiguo Régimen la localidad se constituye en municipio constitucional, entonces conocido como Jaraíz, en la región de Extremadura. Desde 1834 quedó integrado en partido judicial de Jarandilla. En el censo de 1842 contaba con 460 hogares y 2520 vecinos.
El gran esfuerzo que hizo Jaraíz por su modernización durante estos seis años fue enorme, pero la mayor parte de los proyectos se vinieron abajo durante el período siguiente, durante la época de la Restauración inaugurada con el nombramiento del rey Alfonso XII en 1875.
Política municipal entre el Gobierno de Serrano y la Primera República
En el archivo municipal de Jaraíz se conserva el Acta de la jura de la Constitución de 1869, que tuvo lugar el día 27 de junio. Consta el procedimiento que se llevó en el acto de la siguiente forma:

Los señores que componen el Ayuntamiento con los empleados de la municipalidad y el Estanquero se constituyen en la casa consistorial después del toque de campana a fin de jurar la constitución española promulgada el 6 de junio, según la fórmula de dicha circular.

 Una vez realizada la jura por los miembros asistentes, sigue diciendo el acta lo siguiente: «Se elogió el Código fundamental que acababa de jurarse, dando un viva al mismo y a la sabia y soberana Asamblea que le ha decretado».
La democratización llegará a los municipios cuando se dé la Ley del 23 de febrero de 1870. Jaraíz inaugura el Sexenio con una nueva corporación municipal surgida de las elecciones de 1870, de las que salió elegido alcalde D. Felipe Arjona de la Breña, así como todos los concejales. Su mandato durará hasta febrero de 1872 en que se nombre otro nuevo Ayuntamiento. Se les exigió a todos los concejales entrantes el juramento del cargo con la fórmula siguiente: ¿Juráis por Dios y sobre vuestra conciencia guardar y hacer guardar las leyes que la nación se diere en uso de su soberanía...?
Durante estos dos años de mandato, el objetivo principal de estos, va a ser la democratización municipal, se hará un sorteo entre los vecinos para formar la Junta municipal de Presupuestos y Arbitrios. Los vecinos se dividen en tres secciones determinadas sobre la riqueza: Agricultores, Industriales y Jornaleros; son elegidos por su «cuantía y riqueza». Serán elegidos 20 del primer sector, (agricultores), 6 del segundo (Industria), y 4 del tercero (jornalero). Por primera vez van a tener derecho el voto todos los jaraiceños mayores de 25 años, ya que hasta ahora, con el sufragio censatario que estaba establecido, solo podían votar los contribuyentes, es decir aquellos que tuvieran capital.
Era necesario para poder ejercer el derecho al voto tener, además el derecho de vecindad lo podían adquirir los forasteros que fueran residentes al menos 10 años. Se citan algunos portugueses que estaban en este caso y que fueron incluidos en el censo por haber conseguido el derecho de vecindad. Durante el 1871 se van a ir organizando los preparativos necesarios para las nuevas elecciones, para las cuales en un principio se divide el pueblo en dos distritos: distrito Norte, distrito Sur, pero después se opta por tres distritos, con tres colegios electorales; se adscriben las distintas calles del pueblo a los diferentes distritos; se determina, además, el número de concejales por cada distrito: 4 para el distrito Norte, 3 para el del Sur y otros 3 para el de Poniente. El 16 de enero de 1872 se reúne el Sr. Alcalde, los concejales y los comisionados representantes de las urnas: D. Venancio Morales, D. Ramón Trujillo y D. Julián Sánchez, y después de leer los artículos 87 y 90 de la Ley electoral de 1870, se ve que no hay protula alguna sobre la nulidad de las elecciones. Se celebraron estas normalmente y en febrero de 1872 tomará posesión el nuevo Ayuntamiento; dice el acta que fueron recibidos cortésmente. Fue nombrado alcalde popular, Antonio Enciso Parrales por 7 votos. La nueva corporación comienza nombrando las distintas comisiones para su actuación gubernamental, como fueron la comisión de Presupuestos o la de la Policía urbana entre otras. También se señalaba los distritos para las Elecciones Generales a las Cortes nacionales y Compromisarios para el Senado: los del distrito Norte tendrán su sede en el Ayuntamiento; los del Poniente en el salón de la Alhóndiga, y los del Sur en la escuela pública de Niños.
Modernización durante el Sexenio.

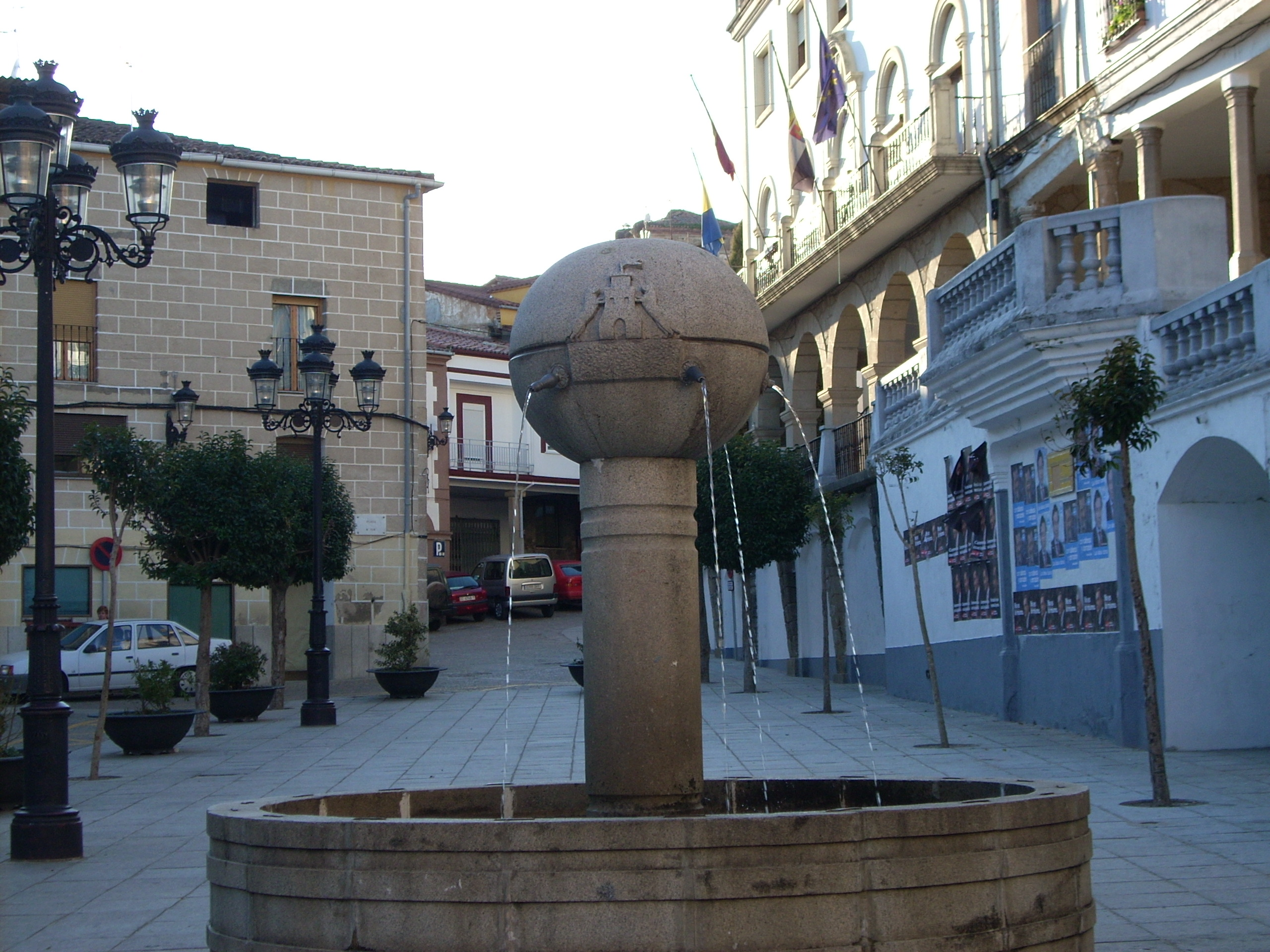
Pilar de la plaza Mayor

Pese al caos político y económico de este período, hay que reconocer, que el Ayuntamiento democrático y su alcalde, siguiendo las instrucciones de los distintos gobiernos, hicieron un gran esfuerzo por la modernización del pueblo en todos los aspectos:
- Urbanismo

En lo que respecta al urbanismo, el Ayuntamiento estaba interesado en darle un nuevo aspecto en lo referente a limpieza, al empedrado de calles o al embellecimiento con construcciones de fuentes en sus plazas principales. Las fuentes que existían hasta entonces estaban en su mayoría ubicadas en las afueras del pueblo. Pero ahora se hace necesario dotar al casco urbano de otras fuentes para su mejor abastecimiento y a la vez con fin decorativo. Por eso gestionan todo lo necesario para levantar dos fuentes que se llamarán pilares o pilones: el pilar de la plaza Mayor y el pilar de la Crucera. Estas fuentes constituirán uno de los rincones más típicos y emblemáticos del pueblo y tendrán tanta importancia, incluso para la convivencia vecinal, que han pasado al folklore en canciones que nos hablan de amores y relaciones entre los mozos y mozas, como aquella que dice:

Las mozas van a por agua, al pilar de la Crucera, la que no le sale novio se va muriendo de pena.

El proyecto se llevará a cabo en 1873. Para lo cual se nombra una Comisión que se haga cargo de realizarlo; primero se acuerda el sitió idóneo donde han de instalarse y después todos los demás puntos. Otro de los objetivos fue el arreglo de las calles y plazas con un buen empedrado. Pero como no tenían presupuesto para ello, de nuevo tuvieron que recurrir al sistema de reparto. En el Acta del 14 de julio de 1872 se acuerda que: los vecinos tienen que dar dos peonadas, porque con una no es suficiente.
- Comunicaciones

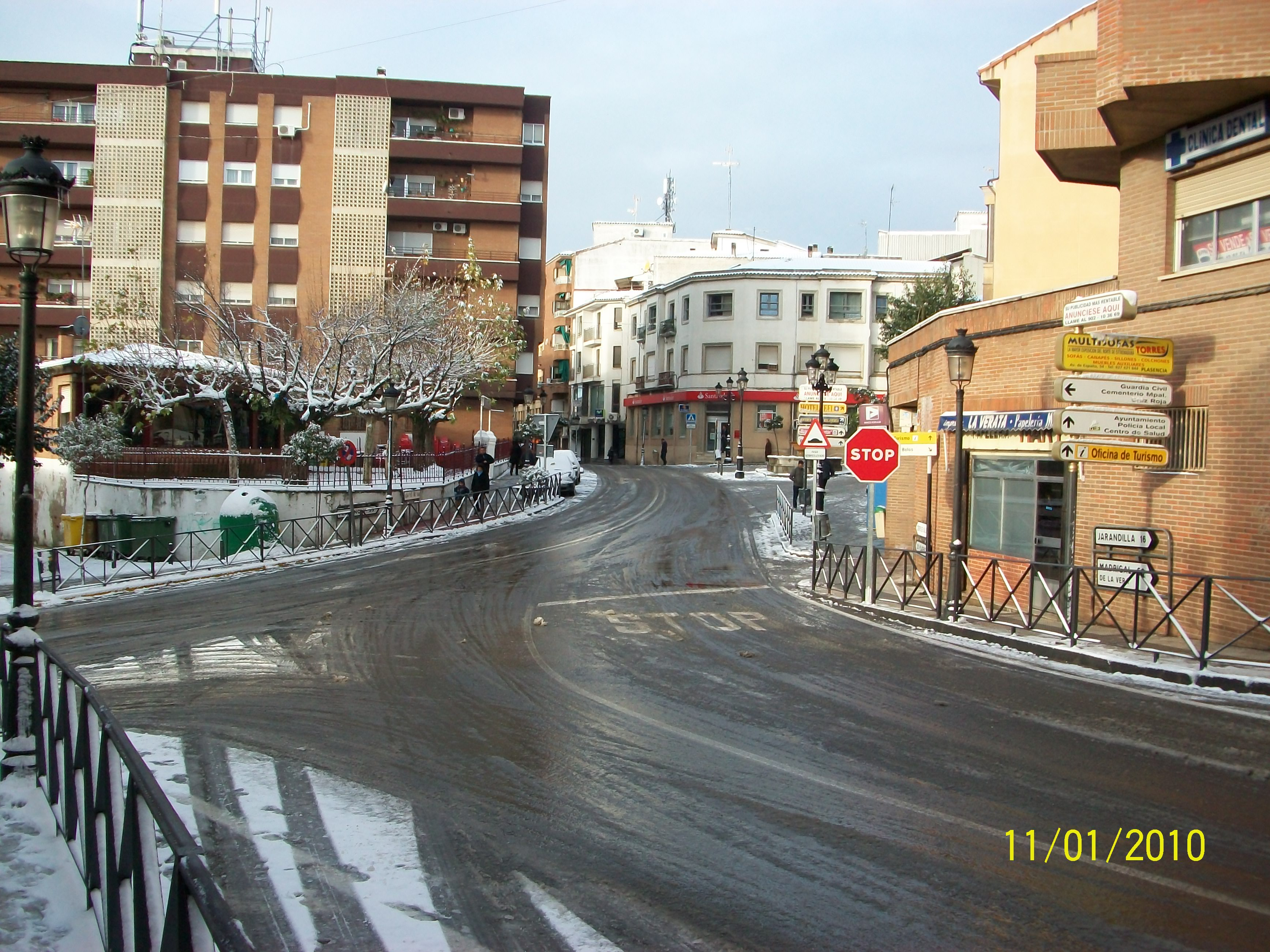
La carretera EX-203 a su paso por Jaraíz de la Vera. Al fondo puede divisarse la plaza de Santa Ana

El ayuntamiento democrático comprendió que las comunicaciones eran fundamentales para el desarrollo económico del pueblo. Por eso pondrá todo su esfuerzo en conseguir que pase por la Vera el Ferrocarril, pero no lo conseguirá nunca, ni con estos gobiernos, ni con la Restauración, ni con los de Alfonso XIII.
En 1869 no existía ninguna carretera en Jaraíz, ni en la Vera. El Gobierno Civil de la 1.ª República comienza a preocuparse de este problema, por lo que comunica al Ayuntamiento la necesidad de construir una carretera que comunique Navalmoral con Jarandilla. De Acuerdo con los vecinos, la corporación municipal contesta que solo lo ven necesario para Jarandilla, Losar y Robledillo, pero no para los demás pueblos. Sin embargo proponen la construcción de una carretera que una Plasencia con todos los pueblos de la Vera y argumentando que era más necesaria porque la mayor parte de los frutos van desde Plasencia a Castilla. Esta carretera no se construirá hasta principios del siglo XX (actual EX-203).
La construcción de un puente sobre el río Tiétar fue otra preocupación de las autoridades provinciales, ya que el río se seguía salvando mediante la famosa Barca de Jaranda, cuya jurisdicción seguía perteneciendo a Plasencia. Los jaraiceños acceden a la propuesta de la construcción del puente, pero añaden la necesidad de un camino particular que le uniera a Jaraíz, ya que era fundamental para la comunicación con Navalmoral. El arreglo de los caminos llevándose a cabo mediante el sistema de reparto dando dos peonadas cada vecino, fue otra preocupación del Ayuntamiento.
- Educación

En Jaraíz se crearon cuatro Escuelas Públicas. Pero dada la mentalidad de época, los responsables del Ayuntamiento consideraron que esto era una carga para el pueblo en lugar de un beneficio, ya que el municipio tenía que colaborar con el gobierno en el mantenimiento de las escuelas. Por este motivo el Sr. Alcalde D. Felipe Arjona y los concejales acuerdan gestionar la supresión de dos escuelas, puesto que lo consideran como un castigo, y para que la autoridad educativa desista de ello argumentan que: «no lo consideran oportuno por predominar en esta localidad las ideas liberales».
- Beneficencia

La Beneficencia, durante el Antiguo Régimen, había estado a cargo de la Iglesia y especialmente de las órdenes religiosas. En Jaraíz fue famoso el Hospital de Sta. Ana, ubicado en la actual plaza que lleva este nombre. Pero con la Desamortización desaparecieron todos estos centros benéficos, teniendo que ser el Estado quién asumiera responsabilidad.
En esta localidad, las primeras instalaciones estatales de este tipo comienzan a funcionar en 1874, cuando se habilitan algunas estancias del Ayuntamiento para tal fin, hasta que se construya un hospital. El Acta del 24 de diciembre de este año nos informa de este asunto de la siguiente manera:

Se va a habilitar provisionalmente en las Casas Consistoriales por carecer de Asilo de Beneficencia. Será asistido por Lucía Nieto, con una retribución de 15 pts anuales.

- Administración de Justicia

También de este punto los gobiernos del Sexenio fueron innovadores, ya que dan una serie de normativas para la administración de Justicia en los pueblos. El 15 de agosto de 1870 se publica la Ley Orgánica del Poder Judicial por la cual se crearon los Juzgados de Paz en los pueblos. En Jaraiz se creó el Juzgado en este mismo año y el Registro Civil al año siguiente. Los primeros libros del Registro datan de 1871, conservándose en muy buen estado.
- Libertad religiosa

Uno de los derechos que se irán a conseuir para la población será el poder tener un enterramiento digno. Por esto motivo, en Jaraíz se llevará a cabo la construcción de un cementerio civil en 1871, como consecuencia de la Real Orden de 1871, durante el reinado de Amadeo de Saboya. Este cementerio se construirá junto al cementerio católico. En el archivo municipal consta lo siguiente al respecto:

Se dio principio al acta señalando un pedazo de terreno de 9 varas de longitud por cuatro varas de latitud en la parte sur del Cementerio.

 Este fue el primer cementerio Civil que existió en la localidad.
- Orden Público

Jaraíz fue una de las primeras poblaciones rurales en alcanzar el privilegio de contar con su presencia, fue en el año 1873, durante la 1.ª República, siendo presidente el federalista Pi y Margall. El entonces director general de la Guardia Civil tuvo a bien conceder la instalación del Cuartel de la Guardia Civil en la Villa de Jaraíz de la Vera a petición del Sr. Alcalde, D. Antonio Enciso Parrales, primer alcalde Popular.
En efecto, el primer Cuartel de la Benemérita de la zona se fundó en Pasarón y luego se trasladó a Jaraíz, no disponiendo de casa propia hasta la época de la Dictadura de Primo de Rivera en 1929. Este Cuartel se construyó en la plaza de Santa Ana, con el estilo modernista de la época y en él ha permanecido la Guardia Civil hasta la construcción de las nuevas instalaciones, ubicadas hoy frente a la ermita de la Virgen del Salobrar y que están más de acuerdo con las necesidades actuales.
En el siglo XX se produce en Jaraíz un gran desarrollo, debido entre otras razones a la construcción y mejora de las vías de comunicación con Plasencia y de la EX-203 o carretera de Madrid. El 18 de diciembre de 1927, en un recorrido por las poblaciones del norte de Extremadura el Rey Alfonso XIII en compañía de Miguel Primo de Rivera, descubriéndose una plaza en la fachada, a la entrada del Ayuntamiento, en conmemoración de esta notable visita.

### Transición, etapa democrática y actualidad
La etapa democrática se inicia en la villa con la celebración en toda España, en 1979, de las primeras elecciones municipales totalmente democráticas. Desde entonces el gobierno municipal he estado presidido por alcaldes pertenecientes a los partidos mayoritarios que han existido o existen en la actualidad (AP, PP y PSOE), habiéndose producido el traspaso de poderes de unos a otros con toda normalidad.
Los últimos 30 años se han caracterizado por un desarrollo del sector servicios (infraestructuras y educación) y la creación de nuevos regadíos en la cuenca del Tiétar han reanimado la vida de la localidad convirtiéndola en punto de encuentro de las comarcas. También se han desarrollado iniciativas turísticas, culturales y de ocio que, junto a su entidad económica, confluyen en una villa en pleno crecimiento económico, extensivo y habitacional de la región extremeña.
En la actualidad se ha convertido Jaraíz en una localidad industriosa y comercial, que ofrece múltiples servicios a los pueblos del entorno, pues es en la actualidad el municipio con mayor número de habitantes de la comarca de La Vera y el más dinámico económicamente. Destaca entre las industrias jaraiceñas la del Pimentón, que posee Denominación de Origen, siendo este producto gracias a su exclusivo sistema de secado al humo, solicitado en todas las partes del mundo.

## Demografía
Jaraíz de la Vera cuenta con una población de 6720 habitantes (INE 2024).
| Gráfica de evolución demográfica de Jaraíz de la Vera entre 1842 y 2021 |
| |
| Población de derecho según los censos de población del INE Población de hecho según los censos de población del INEEn estos censos se denominaba Jaraíz: 1842, 1857, 1860, 1877, 1887, 1897, 1900, 1910, 1920, 1930, 1940 y 1950. |

En 2008, la población extranjera de la localidad suponía un 6,4 %. La población aumenta sensiblemente en verano, alcanzando casi los 9000 habitantes. Esto se debe a la tendencia de muchos jaraiceños residentes en otras ciudades a volver a la villa para disfrutar de las vacaciones. También influye en este dato la cantidad de turistas, españoles o extranjeros, que optan por la localidad para pasar sus vacaciones. La tranquilidad, la amabilidad de la gente y los paisajes de la zona son los principales atractivos turísticos del pueblo.
| Hombres | Edad  | Mujeres |
| ------- | ----- | ------- |
| 2,86    | 80+   | 4,71    |
| 3,23    | 70-79 | 4,20    |
| 4,89    | 60-69 | 4,48    |
| 8,41    | 50-59 | 7,32    |
| 7,44    | 40-49 | 7,14    |
| 7,13    | 30-39 | 6,37    |
| 6,79    | 20-29 | 6,69    |
| 5,68    | 10-19 | 4,85    |
| 4,26    | 0-9   | 3,60    |

Pirámide de población
Del análisis de la pirámide de población se deduce lo siguiente:
- En 2013, la población menor de 20 años es el 18,39 % de la población total, frente al 21 % que constituía en 2008
- La población comprendida entre 20-40 años es el 26,98 %
- La población comprendida entre 40-60 años es el 30,31 %
- La población mayor de 60 años es el 24,37 % en 2013 frente al 23 % que constituía en 2008.

Esta estructura de la población es típica en el régimen demográfico moderno, con una evolución hacia un envejecimiento de la población y una disminución de la natalidad anual.
Análisis de la Tabla de Evolución
Del análisis de la tabla de Evolución de la población de Jaraíz, se deduce lo siguiente:
- La tenía un ritmo medio-bajo de crecimiento entre 1857 y 1877 ya que incrementa a una media de 11 vecinos por año.
- Entre 1887 y 1960, la población sufre un boom demográfico, y aumenta a un ritmo de 78 vecinos por año.
- La población se estanca a partir de 1980.
- Jaraíz de la Vera ha incrementado estos últimos años la población, principalmente por la inmigración.

Esta estructura de la población es típica en el régimen demográfico moderno, con una evolución hacia un envejecimiento de la población y una disminución de la natalidad anual que vuelve a aumentar gracias a la inmigración.
Población extranjera
A partir de los datos del INE a 1 de enero de 2021, había 697 extranjeros censados en la localidad, lo que equivale a un 10,72 % de la población total. 568 de los cuales son procedentes del continente africano (Marruecos en su inmensa mayoría con 561 de 568).

## Administración y política
La administración política de la ciudad se realiza a través de un Ayuntamiento de gestión democrática cuyos componentes se eligen cada cuatro años por sufragio universal. El censo electoral está compuesto por todos los residentes empadronados en Jaraíz mayores de 18 años y nacionales de España y de los otros países miembros de la Unión Europea. Según lo dispuesto en la Ley del Régimen Electoral General que establece el número de concejales elegibles en función de la población del municipio, la corporación municipal de Jaraíz de la Vera está formada por 13 concejales. La distribución de escaños tras las elecciones municipales de 2019 es la siguiente: 9 concejales del Partido Popular (PP), 3 concejales corresponden al Partido Socialista (PSOE), y 1 concejal a Ciudadanos (Cs). En consecuencia, tras obtener la mayoría absoluta, Luis Miguel Núñez Romero revalidó la alcaldía de la localidad.
Resultados Elecciones Municipales
| Partido político | 1987                      | 1987                      | 1991                      | 1991                      | 1995                      | 1995                      | 1999                      | 1999                      | 2003                      | 2003                      | 2007                      | 2007                      | 2011                      | 2011                      | 2015                      | 2015                      | 2019                    | 2019                    |
| Partido político | % votos                   | Concejales                | % votos                   | Concejales                | % votos                   | Concejales                | % votos                   | Concejales                | % votos                   | Concejales                | % votos                   | Concejales                | % votos                   | Concejales                | % votos                   | Concejales                | % votos                 | Concejales              |
| AP/PP            | 19,27                     | 3                         | 39,19                     | 6                         | 48,37                     | 7                         | 43,95                     | 6                         | 36,22                     | 5                         | 45,47                     | 6                         | 40,88                     | 5                         | 29,59                     | 4                         | 63,95                   | 9                       |
| PSOE             | 48,78                     | 7                         | 47,64                     | 7                         | 39,65                     | 5                         | 46,13                     | 6                         | 42,95                     | 7                         | 37,09                     | 5                         | 42,37                     | 6                         | 29,62                     | 5                         | 23,19                   | 3                       |
| Cs               | Fundado en 2006           | Fundado en 2006           | Fundado en 2006           | Fundado en 2006           | Fundado en 2006           | Fundado en 2006           | Fundado en 2006           | Fundado en 2006           | Fundado en 2006           | Fundado en 2006           | No se presentó            | No se presentó            | No se presentó            | No se presentó            | 2,48                      | 0                         | 7,39                    | 1                       |
| UP               | Coalición formada en 2019 | Coalición formada en 2019 | Coalición formada en 2019 | Coalición formada en 2019 | Coalición formada en 2019 | Coalición formada en 2019 | Coalición formada en 2019 | Coalición formada en 2019 | Coalición formada en 2019 | Coalición formada en 2019 | Coalición formada en 2019 | Coalición formada en 2019 | Coalición formada en 2019 | Coalición formada en 2019 | Coalición formada en 2019 | Coalición formada en 2019 | 4,76                    | 0                       |
| PREX-CREX        | No se presentó            | No se presentó            | No se presentó            | No se presentó            | 1,86                      | 0                         | No se presentó            | No se presentó            | No se presentó            | No se presentó            | No se presentó            | No se presentó            | No se presentó            | No se presentó            | 20,73                     | 3                         | No se presentó          | No se presentó          |
| IU               | No se presentó            | No se presentó            | 3,06                      | 0                         | 9,38                      | 1                         | 8,60                      | 1                         | 6,09                      | 0                         | No se presentó            | No se presentó            | 14,18                     | 2                         | 11,31                     | 1                         | Parte de UP             | Parte de UP             |
| Vox              | Fundado en 2013           | Fundado en 2013           | Fundado en 2013           | Fundado en 2013           | Fundado en 2013           | Fundado en 2013           | Fundado en 2013           | Fundado en 2013           | Fundado en 2013           | Fundado en 2013           | Fundado en 2013           | Fundado en 2013           | Fundado en 2013           | Fundado en 2013           | 2,39                      | 0                         | No se presentó          | No se presentó          |
| EU               | 3,77                      | 0                         | 2,93                      | 0                         | Con PREX-CREX             | Con PREX-CREX             | No se presentó            | No se presentó            | 1,06                      | 0                         | Con PP                    | Con PP                    | Con PP                    | Con PP                    | 1,91                      | 0                         | No se presentó          | No se presentó          |
| SIEX             | 10,19                     | 1                         | No se presentó            | No se presentó            | No se presentó            | No se presentó            | No se presentó            | No se presentó            | Con IU                    | Con IU                    | No se presentó            | No se presentó            | Con IU                    | Con IU                    | Con PSOE                  | Con PSOE                  | No se presentó          | No se presentó          |
| CDS              | 15,23                     | 2                         | 6,52                      | 0                         | No se presentó            | No se presentó            | No se presentó            | No se presentó            | No se presentó            | No se presentó            | Disuelto en 2006          | Disuelto en 2006          | Disuelto en 2006          | Disuelto en 2006          | Disuelto en 2006          | Disuelto en 2006          | Disuelto en 2006        | Disuelto en 2006        |
| Otros            | 1,66                      | 0                         | No se presentaron otros   | No se presentaron otros   | No se presentaron otros   | No se presentaron otros   | No se presentaron otros   | No se presentaron otros   | 11,35                     | 1                         | 15,10                     | 2                         | No se presentaron otros   | No se presentaron otros   | No se presentaron otros   | No se presentaron otros   | No se presentaron otros | No se presentaron otros |

- Detalle de 2019

| Elecciones a la alcaldía de Jaraíz de la Vera 2019 |                               |       |       |            |      |
| Partido                                            | Cabeza de Lista               | Votos | %     | Concejales | Dif. |
| Partido Popular                                    | Luis Miguel Romero Núñez      | 2 407 | 63,95 | 9          | 5    |
| Partido Socialista Obrero Español                  | Helena Flores González        | 873   | 23,19 | 3          | 2    |
| Ciudadanos                                         | Pedro Laso Núñez              | 278   | 7,39  | 1          | 1    |
| Unidas Podemos                                     | María del Carmen Muñoz Donoso | 179   | 4,76  | 0          | 1    |

- Detalle de 2015

| Elecciones a la Alcaldía de Jaraíz de la Vera 2015 |                                    |       |       |            |           |
| Partido                                            | Cabeza de Lista                    | Votos | %     | Concejales | Dif. 2011 |
| Partido Socialista Obrero Español                  | José Bonifacio Sánchez Cruz        | 1040  | 29.62 | 5          | 1         |
| Partido Popular                                    | Antonio Fraile Simón               | 1039  | 29.59 | 4          | 1         |
| eXtremeños                                         | Pedro Laso Núñez                   | 728   | 20.73 | 3          | -         |
| Ganemos - Izquierda Unida - Los Verdes             | María del Carmen Muñoz Donoso      | 397   | 11.31 | 1          | 1         |
| Ciudadanos                                         | Francisco Javier Fernández Gallego | 87    | 2.48  | 0          | -         |
| Vox                                                | Domingo Jiménez Granado            | 84    | 2.39  | 0          | -         |
| Extremadura Unida                                  | José Francisco García Albarrán     | 67    | 1.91  | 0          | -         |

Resultados de las elecciones generales (Congreso de los Diputados)
| Elecciones generales de noviembre de 2011 |                          |       |         |        |
| Partido                                   | Cabeza de Lista          | Votos | %       | Dif. % |
| PP                                        | Mariano Rajoy Brey       | 2065  | 54.00 % | 5.68   |
| PSOE                                      | Alfredo Pérez Rubalcaba  | 1367  | 35.75 % | 10.3   |
| IU                                        | Cayo Lara Mora           | 204   | 5.33 %  | 2.92   |
| UPyD                                      | Rosa María Díez González | 110   | 2.88 %  | 2.1    |
| Otros                                     |                          | 48    | 1.24 %  | 0.27   |

| Elecciones generales de marzo de 2008 |                              |       |         |      |
| Partido                               | Cabeza de Lista              | Votos | %       | %    |
| PP                                    | Mariano Rajoy Brey           | 2042  | 48,32 % | 0.32 |
| PSOE                                  | José Luis Rodríguez Zapatero | 1946  | 46.05 % | 0.23 |
| IU                                    | Cayo Lara Mora               | 102   | 2,41 %  | 0.57 |
| UPyD                                  | Rosa María Díez González     | 33    | 0.78 %  | 0.78 |
| Otros                                 |                              | 73    | 1.51 %  | =    |

### Alcaldes desde las elecciones democráticas de 1979
Jaraíz de la Vera ha tenido, desde la Transición, once alcaldes, alguno de los cuales no terminaron su legislatura, tales como José Acevedo o Victoriano Macías. Tres de ellos repitieron mandato: Victoriano Macías González (1987 - 1990 y 1991 - 1995), Antonio Ortega Granado (1990 - 1991 y 1995 - 1999) y Luis Miguel Núñez (2016 - 2019, 2019 - 2023 y 2023 - actualidad). Tras las elecciones municipales del 28 de mayo de 2023, Luis Miguel Romero Núñez (Partido Popular de Extremadura) revalidó su mandato.

### Gobierno municipal

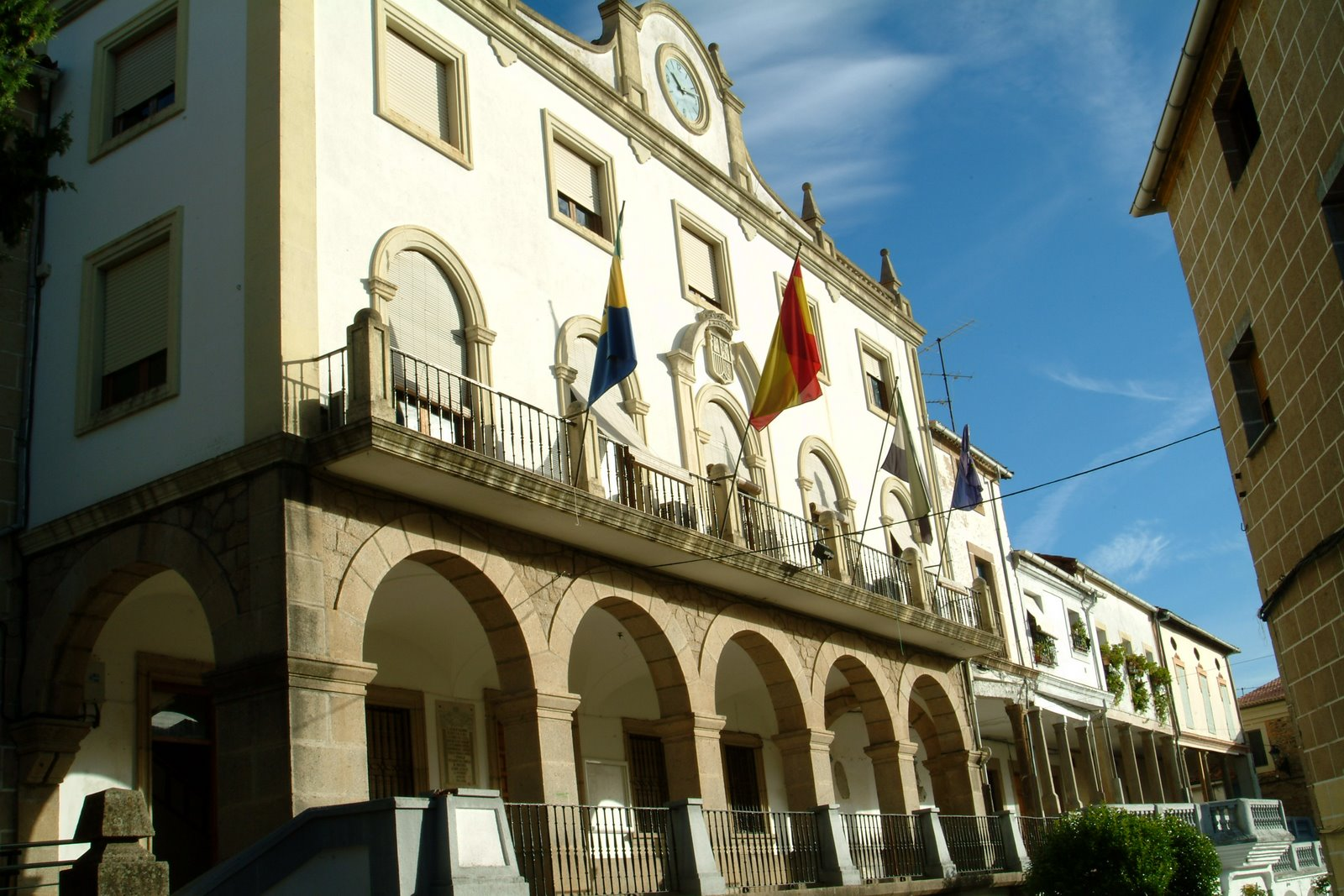
Casa consistorial

Según se presentó en el Boletín Oficial de la provincia el 27 de enero de 2012, el estado de cuentas arrojaba como resultado un superávit inicial de 101 300,00 €. Atendiendo al detalle del documento, los ingresos fueron de 4 476 562,81 € y los gastos ascendieron a 4 375 262,81 €.

#### Pleno
El pleno municipal es el «órgano de máxima representación política de la ciudadanía en el gobierno municipal, apareciendo configurado como órgano de debate y de adopción de las grandes decisiones estratégicas a través de la aprobación de los reglamentos de naturaleza orgánica y otras normas generales, de los presupuestos municipales, de los planes de ordenación urbanística, de las formas de gestión de los servicios, etc., y de control y fiscalización de los órganos de gobierno». Las atribuciones de las diferentes Áreas de Gobierno están aprobadas por el Pleno municipal. El Pleno es convocado y presidido por el alcalde y está integrado por los 13 concejales del Ayuntamiento de Jaraíz.

#### Áreas
La gestión ejecutiva municipal está organizada por varias áreas al frente de las cuales hay un concejal del equipo de gobierno. Cada concejalía tiene varias delegaciones en función de las competencias que se le asignan y que son variables de unos gobiernos municipales a otros. Actualmente, estas son:
| Concejalía                                                                           | Titular                   |
| Administración General, Educación, Cultura, Economía Y Participación Ciudadana       | Montserrat López Felipe   |
| Seguridad Ciudadana, Policía Local, Protección Civil, Empresas y Comercio            | Jorge Hernández Castro    |
| Salud, Bienestar Social, Familia, Igualdad, Accesibilidad, Dependencia y Mayores     | María Ortega Martín       |
| Contratación, Agricultura, Bienestar Animal, Medio Ambiente y Mujer                  | Miriam Bajo García        |
| Obras, servicios municipales, parques y jardines e infraestructuras                  | Rufo Sánchez Granado      |
| Deportes, Universidad Popular, Comunicación e Innovación                             | Cintia María Gómez Torres |
| Festejos                                                                             | Eva María Martín Sánchez  |
| Régimen Interior, Hacienda, Turismo y Patrimonio                                     | Sara García Fernández     |
| Relaciones institucionales, Infancia, Juventud, Dinamización Social y Ocio Saludable | José Alan Otero Estraviz  |

## Economía
La economía de la ciudad se basa principalmente en el comercio y en el sector servicios, representando estos un alto porcentaje de la actividad económica. También cabe destacar el sector de la construcción, y de la industria, especializada de forma mayoritaria en el sector agropecuario. Jaraíz de la Vera constituye, junto con Garganta la Olla y el Monasterio de Yuste un destino turístico de primer orden, dentro de la comunidad autónoma y fuera de ella, dado sus caracteres monumentales e históricos, así como por su cercanía a los recursos turísticos de las comarcas cercanas. Cabe destacar que es uno de los municipios de la región extremeña con menos paro: solo un 11,9 % de la población activa está desempleada. Por sexos, el 12,2 % de las mujeres no encuentra trabajo, mientras que el porcentaje de hombres en paro es relativamente menor, cercano al 11,6 %. Al contrario de la situación española, el paro juvenil afecta al 10,9 % de jóvenes entre 16 y 24 años. También es reseñable que Jaraíz de la Vera es el municipio de la comunidad autónoma más eficiente en el ámbito mercantil. El PIB por habitante de Jaraíz es de 13 135 €/ hab.

## Servicios

### Educación

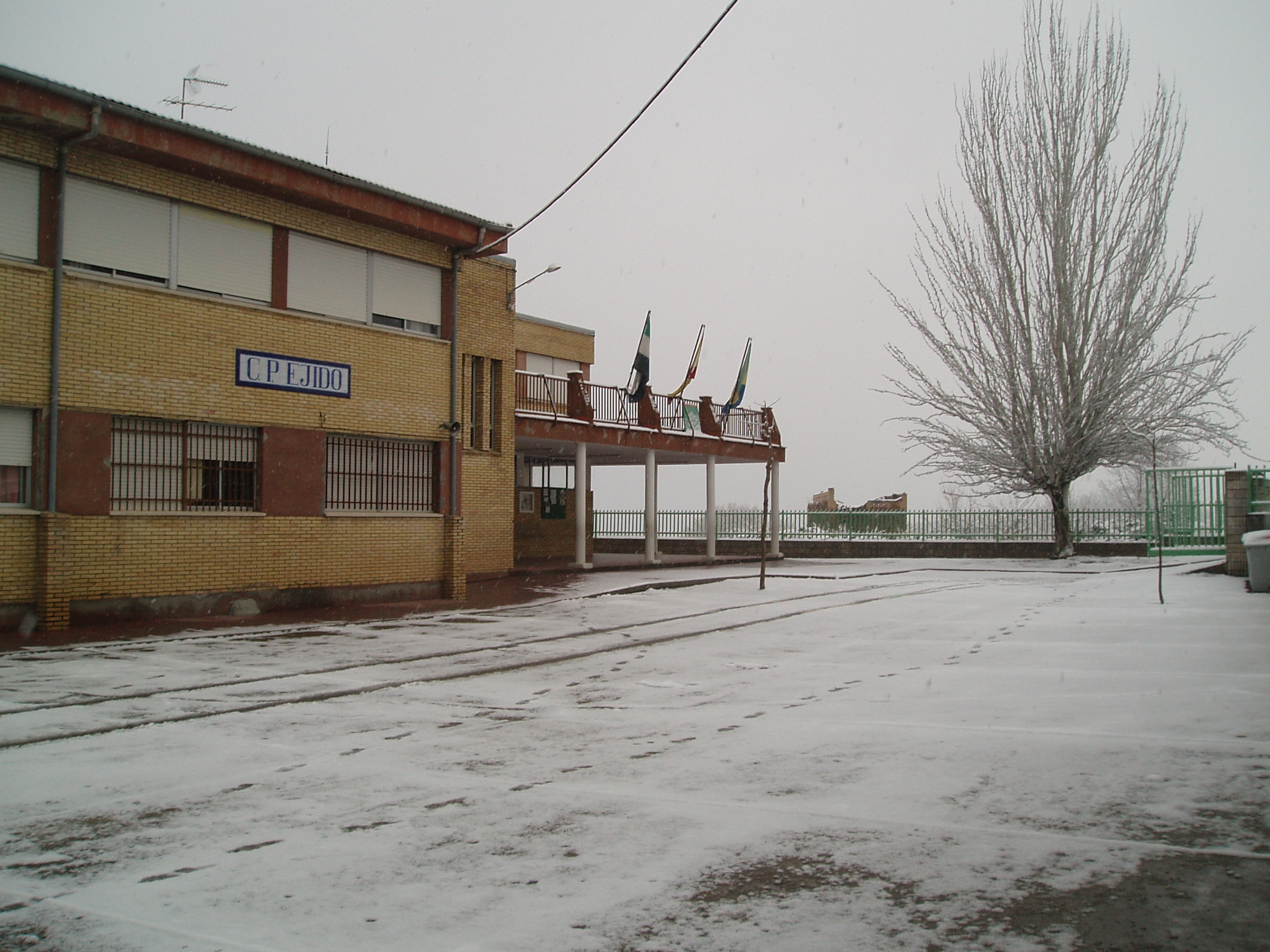
Colegio público Ejido

La oferta educativa existente en la ciudad se concreta, a nivel público, en dos centros de educación infantil y primaria y un instituto de educación secundaria, IES Maestro Gonzalo Korreas. También existe una escuela de música en la que se imparten distintos cursos de aprendizaje en función del instrumento. Estos centros escolares están gestionados por la Consejería de Educación y Cultura de la Junta de Extremadura a través de la Delegación Provincial de Educación de Cáceres.
En el instituto se imparte Educación Secundaria Obligatoria, Bachillerato (ramas de Humanidades y Ciencias Sociales y Ciencias y Tecnología), y algunos ciclos formativos de Formación profesional como Comercio, Electromecánica de Vehículos o Gestión Administrativa, en grado medio, y Familia:Administración y Gestión Mecánica o Gestión Administrativa, en grado medio, y Administración y Finanzas, en grado superior.
En cuanto a las enseñanzas de régimen especial, Jaraíz cuenta con una escuela municipal de música y un Centro de Educación de Personas Adultas (CEPA). Las enseñanzas relativas a idiomas, se imparten en las localidades cercanas de Plasencia y Navalmoral de la Mata, que cuentan con sendas escuelas oficiales de idiomas.

### Sanidad

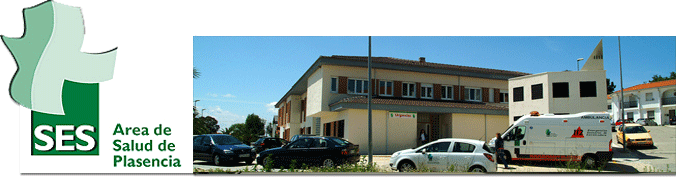
Centro de salud

El centro de salud de la localidad es el referente de la zona de salud de Jaraíz de la Vera, dependiente del área de salud de Plasencia. El centro, situado en la calle de Pablo Picasso, tiene un área de influencia de más de quince mil personas, que en los periodos vacacionales y puentes festivos llega a triplicarse. Están adscritos al mismo, incluida la villa jaraiceña, Arroyomolinos de la Vera, Pasarón de la Vera, Torremenga, Collado de la Vera, Garganta la Olla, Cuacos de Yuste y Aldeanueva de la Vera, además de la pedanía de Vega de Mesillas.
Ha sido remodelado recientemente, lo que ha permitido una mayor capacidad de atención a los vecinos de la localidad y del resto de la comarca. La remodelación ha consistido en ampliar la superficie del centro al doble, permitiendo la construcción de más salas y consultas y la oportunidad de contratar a más médicos, ya que anteriormente había muchos médicos por pacientes. El tiempo de retraso respecto al tiempo de espera se ha reducido desde 1 hora a 15 minutos. También se han proporcionado aparatos de rayos X y herramientas para el vendado y la escayolización de las roturas óseas. Hay máquinas expendedoras de café, refrescos y zumos. La zona de Urgencias también ha sido remodelada, y hay más consultas, por lo que la atención es más rápida.
El Centro de Salud cuenta con personal de médico de familia, pediatra, enfermeros, matronas, fisioterapeutas, auxiliar de enfermería, odontoestomatólogos, higienistas dentales, trabajadores sociales, auxiliares administrativos, celadores, farmacéuticos y veterinarios.
Se puede pedir cita en al médico llamando por teléfono, o por Internet en la página . Basta con introducir el DNI, o el número de tarjeta sanitaria.
Jaraíz cuenta con dos servicios de ambulancias, tres del 112 (Servicio Extremeño de Salud) y dos de la Cruz Roja de Jaraíz, ya que es aquí donde tiene su sede de la comarca. Jaraíz de la Vera es una localidad privilegiada, ya que cuenta con desfibriladores instalados recientemente que pueden ayudar a salvar la vida de las personas que sufran un infarto, sobre todo los futbolistas que juegan cada fin de semana en el polideportivo municipal.
Teleasistencia Domiciliaria de Cruz Roja Jaraíz.
Existen personas, especialmente personas mayores o discapacitados que por sus características no necesitan una atención permanente pero que en momentos de crisis de angustia y soledad, emergencias sanitarias, fuego en la vivienda o cualquier otra situación de peligro, necesitan contactar de forma inmediata con un centro de atención.
La teleasistencia domiciliaria es un proyecto de Cruz Roja Jaraíz que, a través de una línea telefónica permite a los usuarios, con solo pulsar un botón (un medallón o pulsera) contactar de forma verbal y en modo monos libres, con un centro de comunicaciones, atendido las 24 horas y los 365 días del año, capaz de dar una respuesta adecuada a la crisis presentada, movilizando todos los recursos necesarios.
Este proyecto permite contribuir a la permanencia de las personas vulnerables en su domicilio habitual mejorando su calidad de vida y manteniéndolos en contacto con su entorno habitual, evitando así su institucionalización en centro residenciales.

### Seguridad ciudadana
Jaraíz cuenta con dotaciones de:
- Guardia Civil. Su cuartel está situada en la avenida del Salobrar, que es la travesía de la carretera EX-392 por la localidad.
- Policía local. Su sede está en la calle del Pimentón n.º 4 de la localidad.
- Protección Civil.

Se encargan de velar por la seguridad ciudadana, tanto en relación con la delincuencia como con el mantenimiento del orden.
Al igual que en el resto de Extremadura está operativo el sistema de Emergencias 112, que atiende cualquier situación de urgencia. La ciudad no dispone de parque de bomberos (los más cercanos están en Plasencia y Navalmoral de la Mata), aunque sí de un grupo de retenes de bombero o retenes de tierra que se encargan de controlar los incendios que haya en la localidad. Ya han apagado varios incendios en la localidad, el último descrito, en octubre, en la urbanización La Fuente.

### Transporte
Carreteras
A pesar de su situación, en la falda sur de la sierra de Gredos, y del carácter principalmente montañoso de su término municipal, Jaraíz de la Vera establece un importante nudo de comunicaciones. Dada su importancia dentro de la comarca de la Vera, de la cual es cabecera y localidad más poblada, la población es paso obligado para turistas, así como de distribuidores y proveedores de las distintas empresas de la zona. Este aforo se ha ido incrementando, y los datos de Intensidades Medias Diarias del Gobierno de Extremadura dan cuenta de ello.
| Identificador | Denominación                                     | Itinerario                                                                                          | IMD Total (2010) | % Vehículos Pesados |
| ------------- | ------------------------------------------------ | --------------------------------------------------------------------------------------------------- | ---------------- | ------------------- |
| EX-203        | Carretera regional de Extremadura NIVEL 2        | Comunica con la comarca de La Vera, hasta el límite de la provincia de Ávila por Jaraíz de la Vera. | 4.241            | 3.5                 |
| EX-392        | Carretera regional de Extremadura NIVEL 3        | Comunica Jaraíz de la Vera con la EX-119                                                            | 3.944            | 4.9                 |
| CC-17.2       | Carretera de la Diputación Provincial de Cáceres | Comunica Casatejada con la EX-392                                                                   | n/d              | n/d                 |
| CC-17.3       | Carretera de la Diputación Provincial de Cáceres | Comunica Garganta la Olla con la EX-203                                                             | n/d              | n/d                 |
| CC-31.3       | Carretera de la Diputación Provincial de Cáceres | Comunica con Jaraíz de la Vera con Pasarón de la Vera                                               | n/d              | n/d                 |
| CC-89         | Carretera de la Diputación Provincial de Cáceres | Comunica Jaraíz de la Vera con Collado de la Vera                                                   | n/d              | n/d                 |

Autobús interurbano
La estación de autobuses interurbanos se halla situada en la avenida de la Constitución, donde tienen parada todos las líneas regulares de viajeros que parten de Jaraíz hacia los diferentes pueblos de la comarca y las líneas regulares de viajeros que tienen como recorrido las carreteras de la comarca de la Vera y conecta con el servicio de autocares con Madrid, Plasencia y Cáceres, además de otras ciudades extremeñas.
Vehículo privado
Jaraíz de la Vera cuenta con un parque automovilístico a razón de 534 automóviles por cada 1000 habitantes, siendo notablemente superior a la razón provincial que dispone solo de 487 automóviles por cada 1000 habitantes, de acuerdo con los datos existentes en la base de datos del Anuario Económico de España 2011, publicado por La Caixa. En estos mismos datos se observa un gran número de camiones y furgonetas lo que indica un gran número de transportistas de mercancías autónomos o en pequeñas empresas o cooperativas y un importante trasiego de estos vehículos por el municipio.
| Tipo de vehículo      | Cantidad |
| Automóviles           | 3626     |
| Camiones y furgonetas | 977      |
| Otros vehículos       | 816      |
| Total                 | 5419     |

## Cultura

### Patrimonio
Si bien la localidad está rodeada de cinco poblaciones declaradas Conjunto Histórico-Artístico (Villanueva, Valverde y Pasarón de la Vera así como Cuacos de Yuste y Garganta la Olla), no por ello hemos de pasar por alto que Jaraíz de la Vera cuenta con dos monumentos que han sido reconocidos por alguna institución por su gran valor histórico, cultural o artístico. Estos son el recinto amurallado y la iglesia de Santa María de Altagracia. El primero cuenta con la distinción de Patrimonio Histórico y Cultural de Extremadura desde 1999. La segunda cuenta con la declaración de Bien de Interés Cultural desde el 26 de septiembre de 1990. Son grandes distinciones que fomentan el turismo de la localidad.

### Yacimientos arqueológicos

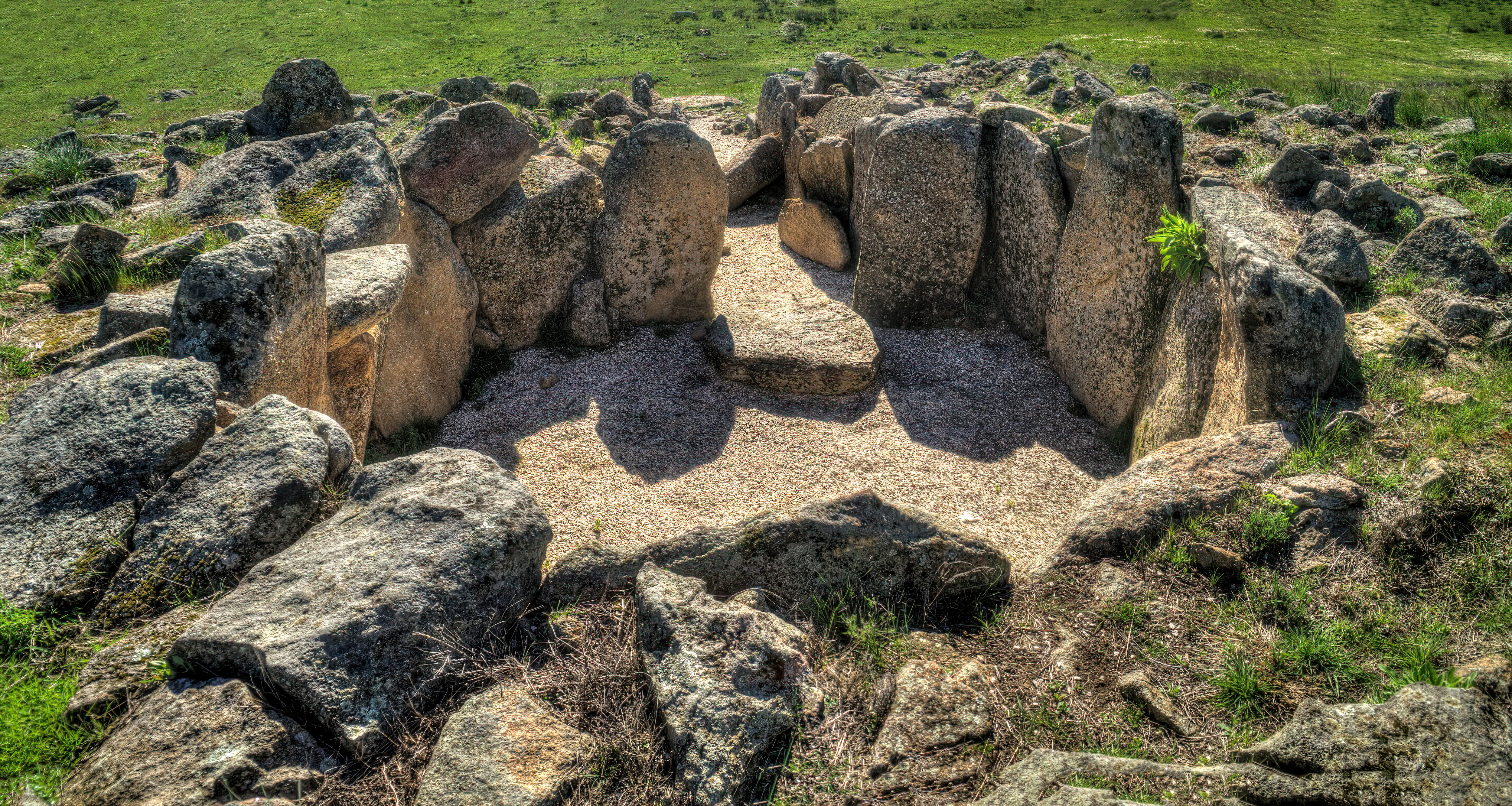
Dolmen de Lamoina II

Durante el mes de mayo de 2010, y no septiembre de 2012, como se ha venido diciendo, como consecuencia de las obras de construcción de la nueva estación depuradora de aguas residuales (EDAR) de Jaraíz de la Vera, se descubrió un dolmen en perfecto estado de conservación. Llamado dolmen de Lamoina II o de la Fuente del Sauce se encuentra ubicado en el paraje conocido como El Canchal; no es el único que existe en la zona, pudiendo llegar al número de 38 monumentos.

### Monumentos civiles
Recinto amurallado
Según la Declaración genérica del Decreto de 22 de abril de 1949. Ley 16/1985 sobre el Patrimonio Histórico Español. Ley 2/99, el recinto amurallado de Jaraíz de la Vera es Patrimonio Histórico y Cultural de Extremadura.
Hacia el año 725, el caudillo árabe Abadaliz, construyó la fortaleza castillo de Jariza, que daría su nombre a la población, alrededor del cual se instalaron árabes, cristianos y judíos, del que subsisten restos en las casas del soportal alto de la plaza. También existió una muralla, con torres vigía y defensivas.
Según Madoz solo existen las ruinas de un castillo a 2 leguas al sur de la población, llamado Armería; otro también arruinado a medio cuarto de legua y varios restos de fortalezas en el pueblo y sus inmediaciones.
La iglesia de San Miguel puede estar levantada sobre una vieja fortaleza, cuya torre servía de vigilancia.
Plaza Mayor

La plaza Mayor con la actual forma casi rectangular, se construyó en el siglo XVI y su configuración ha sufrido diversas modificaciones y añadidos a lo largo de los siglos. Es una plaza de grandes proporciones y en ella se encuentran varios edificios destacados, como son la casa consistorial, el Palacio del Obispo Manzano y varias casas solariegas de interés.
Ayuntamiento
Fue construido en el siglo XX, El edificio se eleva sobre arcos de medio punto que utilizan como base pilares cuadrados de granito. En lo alto destacan varios pináculos embellecidos por una barandilla, asentándose en el centro de este conjunto el reloj de la villa.
Palacio del Obispo Manzano
Este palacio se encuentra en la plaza Mayor de la localidad y data del siglo XVII. El edificio es de forma rectangular y dispone de tres plantas; se encuentra adosado a los soportales altos de la plaza de los que se baja por unas escaleras pegadas al lateral del edificio. El día 19 de enero de 2007 se inauguró como Museo del Pimentón.
Picota o Rollo
El primitivo rollo se encontraba en la plaza de Santa Ana, pero fue reconstruido con los elementos originales y trasladado junto a la carretera de Jarandilla, a la entrada del parque de los Bolos. Está situado sobre cuatro escalones y tiene forma cilíndrica; esta picota o rollo tiene una peculiaridad: en la parte alta sobresalen tres brazos y no cuatro, que terminan en cabezas de un hombre, una mujer y un lobo, símbolo de la localidad. Desde esta parte al final adquiere forma cónica, situándose en este cono un pequeño escudo en el que figura un lobo. Fue construido en su primer emplazamiento cuatro años después de conseguir Jaraíz el Privilegio de Villazgo allá por el año 1685 y simbolizaba el poder del municipio para administrar justicia.

### Monumentos religiosos
Iglesia de Santa María de Altagracia
Es una iglesia parroquial católica bajo la advocación de Santa María, en la archidiócesis de Mérida-Badajoz, diócesis de Plasencia, arciprestazgo de Jaraíz de la Vera. Está considerada Bien de Interés Cultural. Es una de las más antiguas de la comarca y sin duda constituye el conjunto arquitectónico religioso mejor conservado de la localidad. Iglesia de Santa María, es uno de los templos más antiguos de la diócesis placentina y es el conjunto arquitectónico religioso mejor conservado de la localidad, ha sido declarada Monumento Histórico-Artístico.
Su construcción, sobre un templo del siglo XIII de gusto románico-gótico de transición, data de principios del siglo XV, como atestigua la presencia del escudo del obispo Gonzalo de Santa María (1425-1446), en el primer cuerpo de la torre. Como consecuencia de las disposiciones de Rodrigo Jiménez, arzobispo de Toledo, que por Bula papal dada en 1217 recibió autorización para construir iglesias en las comarcas conquistadas a los árabes, entre ellas se encontraba Jaraíz.
El interior la estructura de las naves es gótica y datan de principios del XVI, años en los cuales se haría el coro, la actual sacristía se hizo en 1622. El templo recibió amplia reforma en el año 1971, suprimiéndose el coro y el pórtico de poniente y se procedió a la limpieza de los encalados de los muros. De la época inicial es la capilla Mayor, recubriendo el antiguo ábside semicircular con un muro doble y dándole forma poligonal de cinco lados para recibir la bóveda radial de seis nervios. Es de destacar el retablo barroco, de estilo churrigueresco, con tallas del siglo XVII y un Cristo Crucificado de la primera mitad del siglo XVI. 
Así mismo es muy interesante, tanto por su estructura en forma de sillería de coro suspendida como por su iconografía, el original viacrucis del artista placentino Antonio Blázquez, realizado en los años 90 del siglo XX. Destacan en él las escenas de la Pasión inspiradas en obras de arte así como una serie de pequeñas esculturas en arcilla, inspiradas en las misericordias de las sillerías, cuya finalidad es inscribir y relacionar la Pasión con el complejo mundo actual.
Parroquia de San Miguel
Iglesia parroquial católica bajo la advocación de San Miguel Arcángel, en la archidiócesis de Mérida-Badajoz, diócesis de Plasencia, sede del arciprestazgo de Jaraíz de la Vera. En su estado actual es una fábrica que poco tiene que ver con el templo primitivo que fue, del que únicamente conserva la planta, la torre y la bóveda de la cabecera. El resto del recinto es obra del siglo XX, levantado a consecuencia del hundimiento de la nave, que alteró notablemente el carácter de la construcción original y se convirtió en un triste ejemplo de cómo no se deben hacer las reconstrucciones. Esta parroquia tiene una gran tradición en lo relativo a los órganos tal y como se recoge en la documentación parroquial de los siglos XVII y XVIII. Antes de 1607 había un órgano en la parroquia, en 1625 se adquirió uno nuevo, y en 1739 se construye en la propia localidad otro, el cual desaparece 40 años después sin que se explique la causa en documento alguno.
El altar mayor del templo es obra de los maestros retableros de Barrado, los Hermanos de la Inzera Velasco.
Ermita de la Virgen del Salobrar

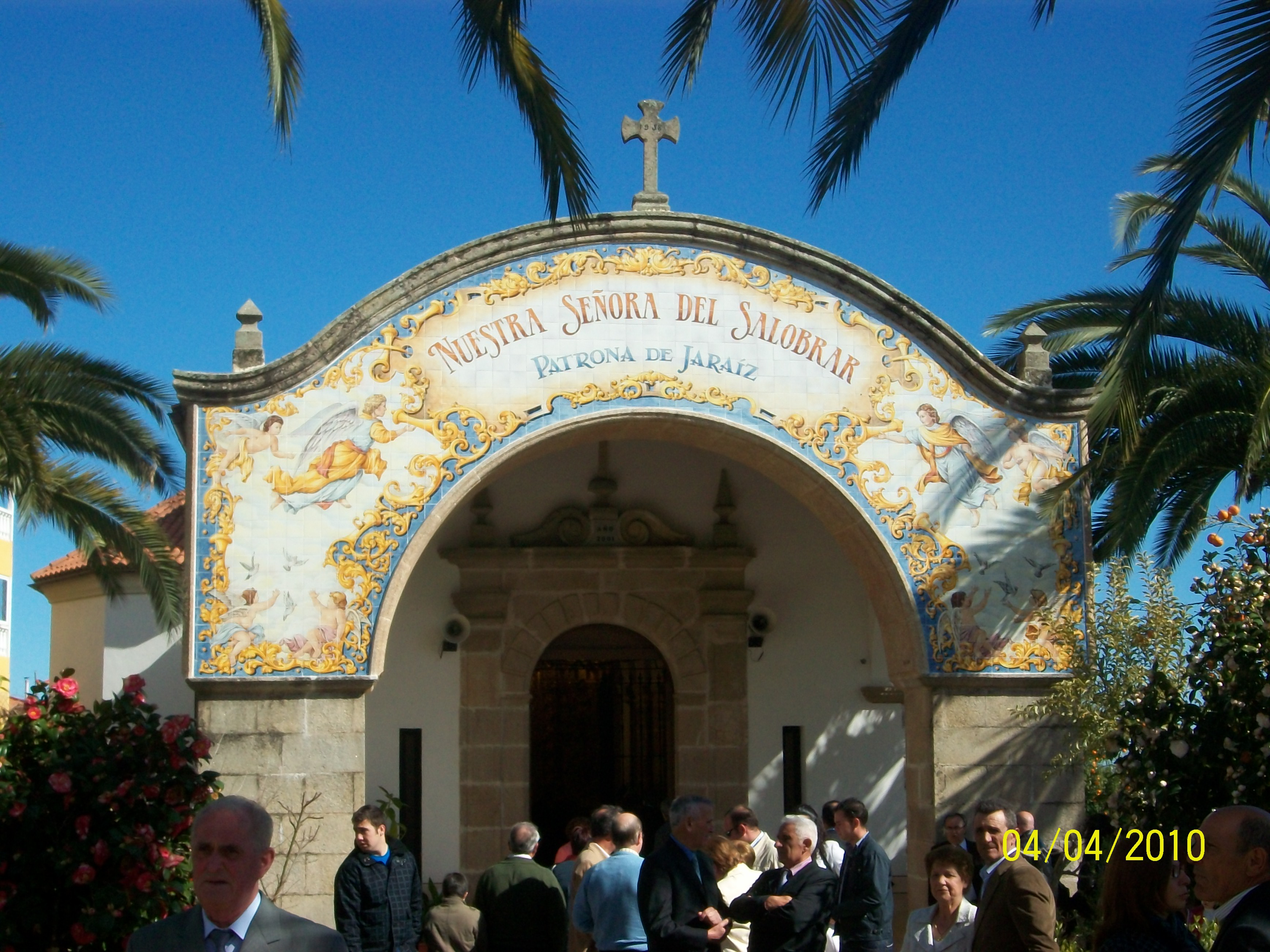
Mosaico a la entrada de la ermita del Salobrar

Es una construcción modesta de estilo barroco muy transformada, junto al río se levantó a poco más de 10 kilómetros de la villa, y hasta el siglo XVI fue muy visitada, dada la popularidad de la advocación, para caer más tarde en abandono y ruina, siendo restaurada hace pocos años. Obra de sillería y mampostería, presenta una nave con ábside poligonal, cuenta con dos capillas. Conserva parte de su primitiva fábrica y una imagen de la Virgen del Salobrar, patrona de la población cuyas fiestas se celebran el domingo de Pascua y el siguiente, además se alojan el Cristo de la Humildad y San Antonio de Padua.
La imagen de la Virgen del Salobrar es moderna, sosteniendo al Niño contra su pecho con ambas manos. En el mes de agosto del año 2006, ha sido restaurada; eliminando dos capas del manto y las de purpurina de la peana, reparando el estucado donde faltaba policromía original, grietas ocultas y grietas de tamaño considerable, que se han sellado con materiales que favorecen los movimientos de hidroscopicidad de la madera. Se han eliminado los soportes metálicos que había en la espalda de la imagen para sujetar los rayos y diademas, y se han sustituidos por roscas fijas sobre la madera para evitar su deterioro, a la vez que se han puesto espigas más delgadas en las cabezas de los angelotes para unirlas a la peana.
Está situada dentro del casco urbano del municipio, en la travesía de la carretera EX-392 a su paso por la localidad. Es el templo dedicado a la Patrona del Pueblo, la Virgen del Salobrar. Fue remodelada en 2001, en 2009, al cambiar el mosaico de entrada al templo y la eliminación de barreras arquitectónicas y en 2010 al cambiar las vallas exteriores que la daban aspecto de cárcel por unas rejas más adecuadas para la estética del edificio.
Ermita de San Cristóbal
Construida en 1955, la ermita se encuentra junto a la carretera EX-392, a unos dos kilómetros de la población. En ella se encuentra la imagen de San Cristóbal, cuya festividad de celebra en la localidad el fin de semana más cercano al 10 de julio.

### Parques y jardines
Parque de los Bolos
El parque de los Bolos se sitúa en la zona este de la localidad, a la salida del municipio hacia Cuacos de Yuste y Madrigal de la Vera. Fue construido en 1981 con la ayuda de la Caja de Ahorros de Plasencia, (ahora Caja de Extremadura). En 2006, la parte superior fue remodelada, permitiendo un mayor espacio para el ocio de la gente y se construyó el Nivel Medio, creado como mirador y zona de descanso. El parque consta de tres niveles:
- Nivel Superior: En la zona superior, hay habilitadas zonas de recreo para los más pequeños, con toboganes, cuerdas de escalada, etc. También hay zonas para que los visitantes puedan sentarse a charlar o descansar, con grandes vistas a la zona oriental de la comarca de la Vera, contemplando a su vez pueblos como Guijo de Santa Bárbara. En este lugar, hay dos fuentes, una fuente-monumento y otra fuente con agua potable. Existen también dos monumentos, uno está dedicado a los labriegos y agricultores, muy importantes en esta zona de España (no hemos de olvidar que en 1980, todavía el 60 % de la población activa del municipio pertenecía al sector de la agricultura (sector primario)). El otro y más importante es la Picota o Rollo de Santa Ana, la cual estaba situada anteriormente en la plaza de Santa Ana, de ahí su nombre. Es el símbolo de la Independencia de la localidad, en 1685. También existe un panel informativo con un plano del pueblo y cierta información sobre bares, restaurantes, hoteles o sitios de interés.
- Nivel Medio: Construido en 2006 por iniciativa del Ayuntamiento de la localidad, consta de una explanada, accesible mediante unas escaleras por varios sitios. Sirve principalmente de mirador, para contemplar el nivel inferior del parque y, a su vez, la preciosa sierra de Gredos y la despampanante sierra de Tormantos.
- Nivel Inferior: Fue el primero que se construyó, en 1981. En esta parte del parque de los Bolos hay bancos para el descanso de los visitantes a la sombra de chopos y palmeras. Más abajo, el parque continúa con bonitos paseos y más bancos para el descanso del visitante. También hay unos neumáticos que sirven para que se diviertan los jóvenes, aunque están un poco deteriorados. Una plataforma local lucha por conseguir una remodelación del lugar.

El espacio está correctamente iluminado en cualquier nivel y es bastante seguro.
Parque de San Miguel
Está situado en la zona suroeste de la localidad. Posee aparatos para que las personas de la Tercera edad hagan ejercicios. También posee una fuente, muy concurrida, la de Los Cuatro Caños, y una pista polideportiva.

### Entidades culturales

#### Museos
Museo de Identidad del Pimentón de la Vera
Situado en la plaza Mayor, en el antiguo edificio propiedad hace siglos del Obispo Manzano, se encuentra el Museo del Pimentón. En su interior, podemos ver una corta película sobre cómo se trajo el pimiento a Europa, y una leyenda sobre la Tía Maina, creadora, por accidente del Pimentón. También podemos ver herramientas para el cultivo del pimiento, una recreación del un solar de secado del pimentón, latas de pimentón históricas, documentos, una recreación del proceso de crecimiento del pimiento, así como un cuentacuentos. El museo, cierra los lunes, para descanso del personal.
Instituto Histórico Hoffmeyer

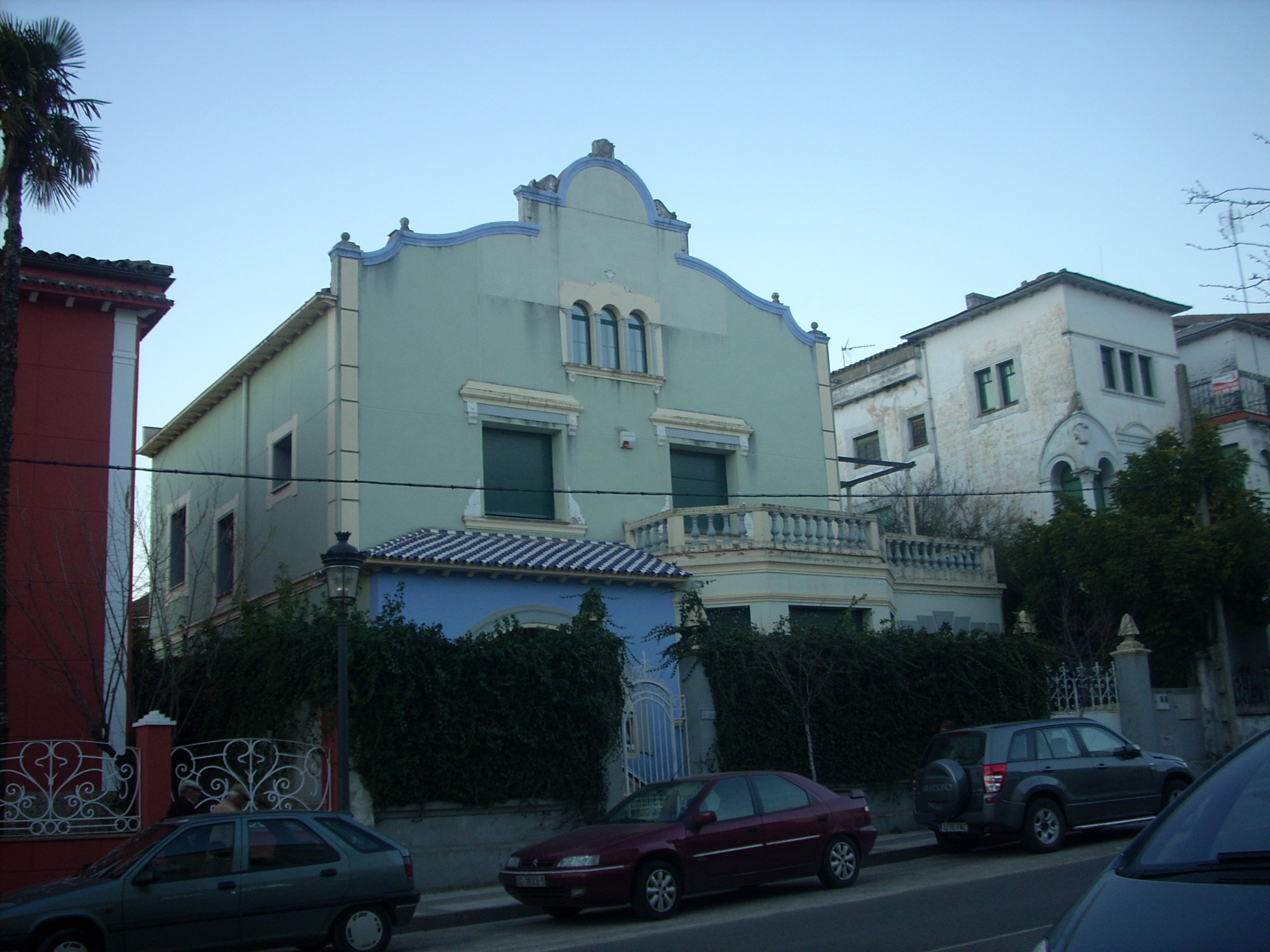
Edificio Villa Guadalupe que alberga el Instituto Histórico Hoffmeyer, dependiente del CSIC

Aunque conocido popularmente como el Museo de Armas, en realidad se trata de un Instituto de Estudios Sobre Armas Antiguas, como lo denominaron sus fundadores, el matrimonio danés Hoffmeyer. Es un interesante centro de documentación (libros, revistas, fotografías, diapositivas...), enclavado en un atractivo edificio de corte modernista, en donde se puede encontrar ingente información sobre el mundo de las armas, las armaduras y los artilugios de guerra y su importancia en la Historia. Durante muchos años constituyó el principal museo de armología de toda Europa, editándose y difundiéndose desde este la prestigiosa revista Gladius. Fue trasladado desde Copenhague hasta Jaraíz de la Vera por sus fundadores, los señores Hoffmeyer. Ahora se encuentra adscrito a la Junta de Extremadura y continúa su labor con la colaboración del CSIC, el Consejo Superior de Investigaciones Científicas.

#### Biblioteca municipal Alfonso Izarra
La biblioteca municipal se inauguró en el año 1968, en el edificio (que había sido el centro sanitario del pueblo) que fue derribado para construir la actual Casa de Cultura, en el año 1987, que es donde actualmente se encuentra. La dirección es C/ Mérida, 17. Los fondos de la biblioteca están en torno a 15 000 volúmenes. La biblioteca de Jaraíz de la Vera, presta un gran servicio a todos los pueblos de alrededor, como lo demuestra el gran número de socios de estas localidades. El bibliotecario actual es Manuel Simón Vicente, que lleva prestando sus servicios desde el año 1982 y es el único personal de la biblioteca.
También es digno de destacar el gran número de socios extranjeros que tiene la biblioteca, tales como franceses, alemanes, irlandeses, australianos, sudamericanos, y sobre todo marroquíes. La biblioteca dispone de una única sala de 198 metros cuadrados con 10 mesas y 54 asientos, con 53 metros lineales de estanterías.

#### Asociaciones culturales
- Sociedad Histórico-Cultural La Verraquina[77]
- Cálamus[78]
- Asociación Taurina de Jaraíz de la Vera
- Amas de casa
- Grupo de teatro La Jara
- Asociación Cultural Obispo Manzano
- Movimiento Júnior
- Avanza teatro[79]
- Asociación Cultural Cineclub El Gallinero[80]

### Eventos culturales
Carlos V visita Jaraíz
La celebración, que toma lugar el fin de semana posterior al de la Ruta de Carlos V, la cual recorre el camino entre las localidades de Cuacos de Yuste y Jarandilla de la Vera, pretende conmemorar, la visita de Carlos V a la localidad. Tiene lugar una representación ficticia, pues este hecho jamás se produjo. Durante el día, se organiza una ruta entre Cuacos de Yuste y Jaraíz de la Vera, pasando por el enclave de Las Pilas y la localidad de Collado de la Vera. A la llegada a la localidad de Jaraíz, en la plaza Mayor, se representa la llegada de Carlos V y se invita a los asistentes a dulces, café y ponche, así como a embutidos varios.
Concentración de Nacional de Motos
Desde 1988, se celebra anualmente el último fin de semana de julio, durante el cual la ciudad puede llegar a los 11000 habitantes. Suelen acudir moteros, aficionados y curiosos tanto de España, como del extranjero. En 2013, la Concentración Nacional de Motos cumplió sus bodas de plata al celebrarse por vigesimoquinto año consecutivo. La concentración está organizada por el motoclub local La Vera-La Cabra tira al Monte. El jueves previo al fin de semana de la concentración comienzan a asistir los primeros moteros, pero es el viernes por la tarde el momento en el que las calles de la localidad se llenan de motos. Esa misma tarde del viernes comienza el periodo de inscripción a la concentración. Los inscritos formarán parte de un pasacalles, tendrán comida, premios y una ruta juntos. Esa misma noche empieza la fiesta y hay una celebración en el polideportivo municipal con grupo musical, todo con un ambiente muy motero. Llegado el sábado, el día cumbre de la celebración, el pueblo está lleno de motos que se pasean, conversan y participan, junto con la población local, en el popular cañeo. Alrededor de las 12 de la madrugada tiene lugar el popular pasacalles. A esto le sigue una macrodiscoteca, que tiene lugar en el polideportivo municipal, el cual es cedido por el ayuntamiento de Jaraíz para la celebración de la fiesta. El domingo, último día, los moteros recorren la zona en una ruta que les lleva por Cuacos de Yuste y su monasterio, Garganta la Olla, Piornal, donde tiene lugar una parada para un ágape, Pasarón de la Vera, Tejeda de Tiétar, donde los moteros paran a comer, y vuelven a Jaraíz para regresar a sus lugares de origen. La concentración tiene mucho éxito y es su ambiente el que atrae a gente, tanto de poblaciones cercanas, como de otros puntos de España.
Premios Picota
Cada año, el ayuntamiento de Jaraíz de la Vera entrega el galardón Picota en reconocimiento del esfuerzo del galardonado en alguna causa, normalmente en relación con la localidad. Es la máxima distinción que otorga el Ayuntamiento de Jaraíz de la Vera. Los premiados desde el 2006 han sido:
| Año  | Premiado |
| ---- | --- |
| 2006 | Comisión de Festejos Taurinos y Pedro Díaz Samino (ex aequo)                                                                    |
| 2007 | Mónica Tello Benito y Antonio Cano Valleros (ex aequo)                                                                          |
| 2008 | Jaime de Jaraíz (a título póstumo)                                                                                              |
| 2009 | Cofradía de San Antonio de Padua                                                                                                |
| 2010 | Cáritas Interparroquial e Ildefonso Trujillo (ex aequo)                                                                         |
| 2011 | Unión de Productores de Pimentón, ex aequo con Benito Labrador, este último a título póstumo.                                   |
| 2012 | Asociación Vera y ASPACE (ex aequo)                                                                                             |
| 2013 | Motoclub La Vera-La Cabra Tira al Monte, Congregación Sagrados Corazones, Plan INFOEX y fábrica de Pimentón La Dalia (ex aequo) |
| 2014 | Eva Garrido, Carlos Labrador y Carlos Javier Ramos (ex aequo)                                                                   |
| 2015 | Francisco Expósito Soleto |
| 2016 | Yolanda Roncero Hernández |
| 2017 | Pedro Ávila Durán |
| 2018 | Equipo de Investigación del IES Maestro Gonzalo Korreas                                                                         |
| 2019 | Joaquín Velázquez García |
| 2020 | No entregado por la pandemia de Covid-19                                                                                        |
| 2021 | Martiria Sánchez López |
| 2022 | José Luis Villalobos Ávila |
| 2023 | Rafael Chaparro García |
| 2024 | Teodoro Sánchez Gil, "Dorín" |

Feria de la Tapa
Esporádicamente se realiza en Jaraíz la Feria de la Tapa que suelen coincidir con el otoño y la primavera, que significan un impulso económico para el pueblo y que se van consolidando en cada edición. Esta iniciativa municipal tiene como objetivo atraer más visitantes a la localidad, especialmente en una estación catalogada de temporada muy baja. Además de aumentar el turismo, su principal propósito es reactivar tanto al sector hostelero y la actividad comercial, en general, pues aparte de la gente que se pretende llegue de fuera, también que los propios jaraiceños se animen a salir a la calle, al menos, esos dos días, cosa que en las diferentes ediciones se ha logrado, en mayor o menor medida. Durante estas, en muchos bares y restaurantes se preparan tapas especiales que suelen costar 0,50€. Se reparten unos folletos. En ellos, hay tres huecos para pegar tres pegatinas, con las tapas que más les hayan gustado a los consumidores. Estos folletos se recogen y se procede a su recuento. Tras ello, se condecora a los tres bares o restaurantes que más votos hayan recibido. Las ediciones de la Feria de la Tapa de Jaraíz han sido:
| Edición                  | Fecha                      |
| ------------------------ | -------------------------- |
| 1.ª Edición (primavera)  | 14-15 de junio de 2008     |
| 2.ª Edición (otoño)      | 15-16 de noviembre de 2008 |
| 3.ª Edición (primavera)  | 13-14 de junio de 2009     |
| 4.ª Edición (otoño)      | 14-15 de noviembre de 2009 |
| 5.ª Edición (primavera)  | 12-13 de junio de 2010     |
| 6.ª Edición (otoño)      | 13-14 de noviembre de 2010 |
| 7.ª Edición (verano)     | 09-10 de julio de 2011     |
| 8.ª Edición (otoño)      | 12-13 de noviembre de 2011 |
| 9.ª Edición (primavera)  | 16-17 de junio de 2012     |
| 10.ª Edición (otoño)     | 10-11 de noviembre de 2012 |
| 11.ª Edición (primavera) | 15-16 de junio de 2013     |

### Festividades
Sus fiestas más importantes son:

#### Carnavales de Jaraíz de la Vera
Los carnavales de esta localidad están considerados uno de los mejores de Extremadura. Se desarrollan actividades diversas para el divertimento tanto de los habitantes de la localidad como de sus visitantes. Los desfiles son habitualmente el sábado y lunes de carnaval. Los festejos culminan con el Miércoles de Ceniza. En este día se produce el famoso Entierro de la Sardina, cuando un ataúd con una ‘’sardina’’ es llevado por todo el pueblo mientras las plañideras lo siguen llorándolo. En la tarde, se realiza un festejo en la plaza Mayor, donde se ofrecen sardinas asadas y ponche a todo aquel que quiera acudir. Otras actividades que se realizan son: teatros infantiles, verbenas, proyecciones de películas, actuaciones de grupos folclóricos en el Teatro Cine Avenida, etc. También hay un desfile infantil, en el que los pequeños de los dos colegios de la localidad se disfrazan y realizan un recorrido por la localidad el viernes por la mañana.
Orígenes del Carnaval
Los orígenes del Carnaval en Jaraíz son muy antiguos, pues estas fiestas tienen un origen romano en las llamadas Fiestas Saturnales de Roma, que pasaron después a todo el Imperio. No hay que olvidar que nuestras tierras estuvieron muy romanizadas, puesto que Jaraíz pertenecía a Lusitania, una de las provincias del imperio, por lo que sus habitantes adquirieron rápidamente las costumbres y festividades romanas.
Edad Moderna
Aunque era ya muy importante en los siglos XVI y XVII, las primeras noticias documentales que se tienen de los Carnavales de Jaraíz son del siglo XVIII. Hace pues, cinco siglos que estas fiestas alcanzan un enorme desarrollo, hasta el punto que eran tantos los desmanes y excesos, en ellas, que la Cofradía del Cristo de la Humildad se une a la Fundación de las Cuarenta Horas para velar al Santísimo en los tres días de Carnaval. Estas fiestas han continuado celebrándose hasta la actualidad aunque en cada época han tenido características distintas:
Siglos XX y XXI
En el primer tercio del siglo XX, aparte de máscaras y disfraces que siempre se usaron, hubo una diferenciación social acentuada y cada clase festejaba sus bailes en lugares y casinos diferentes. Los disfraces más usados para las mujeres eran los trajes típicos.
Durante la Guerra Civil y el franquismo apenas se interrumpe la fiesta, aunque relegada más bien a los chavales y jóvenes, que se disfrazaban con caretas y de travestis; pero había un personaje muy singular que siempre existió, y que daba mucha fiesta, dada la importancia que tenían los toros era La Vaquilla. Este personaje llevaba un instrumental con cuernos y atacaba a todos los chiquillos que le perseguían.
Pero fue en los años setenta cuando comienza a darse un gran impulso a los Carnavales: aparecen las grandes peñas que potencian los valores culturales y folclóricos, canciones populares, bailes típicos, la boda tradicional, etc.
Comienza también ahora a la vez la construcción de fabulosas carrozas y preciosos disfraces donde el ingenio, la fantasía y el buen gusto de las diferentes peñas comienzan a convertir a los Carnavales de Jaraíz en uno de los más importantes de la región como son en la actualidad.

#### Semana Santa
La villa de Jaraíz celebra la Semana Santa de forma muy emotiva con sus esplendorosas procesiones. Hay procesiones el miércoles, jueves, viernes y el Domingo de Resurrección:

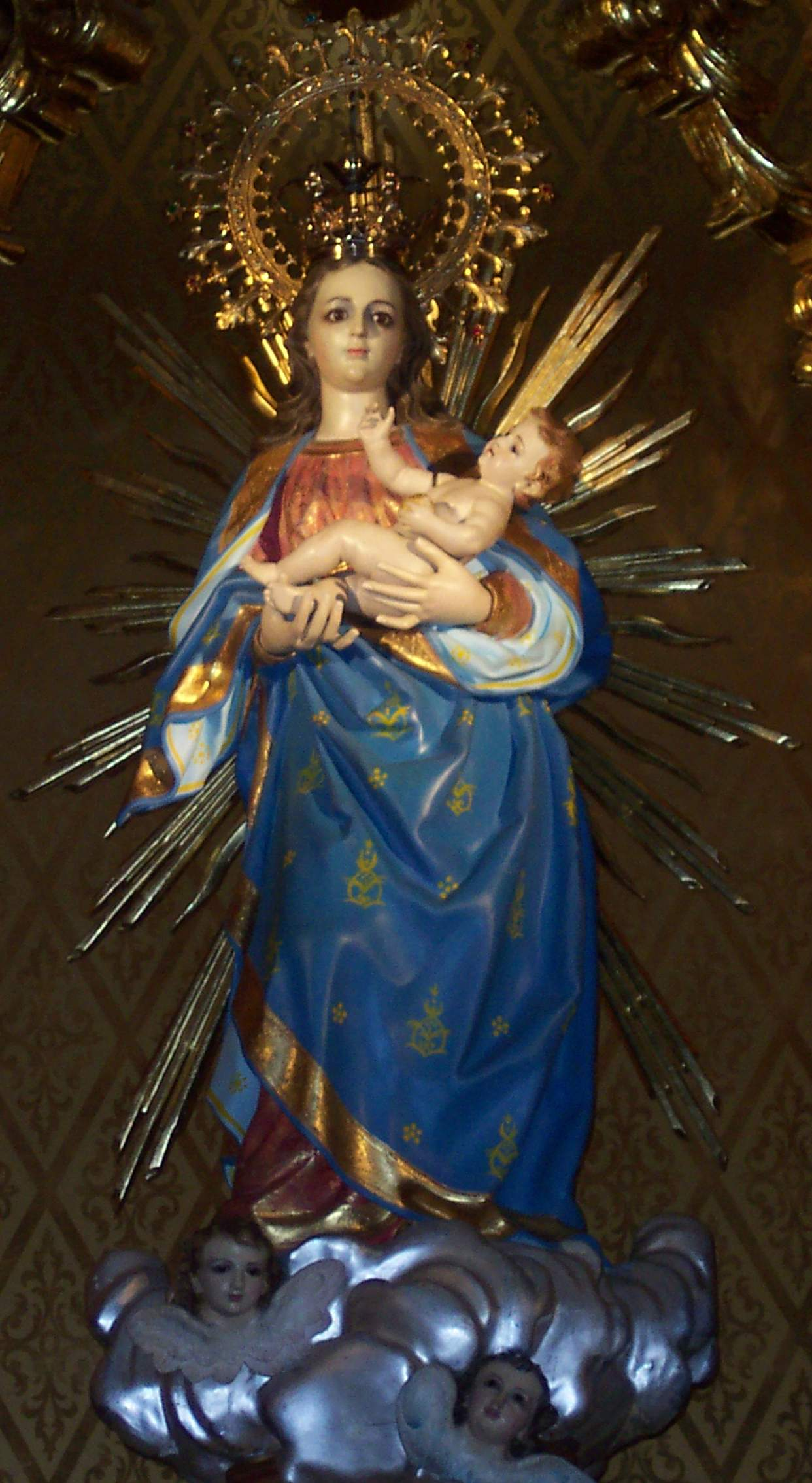
Virgen del Salobrar. Patrona de Jaraíz

Miércoles SantoSe realiza por la noche la Procesión del Silencio a la que solo deben acudir los hombres, aunque alguna mujer se acerca también a verlo. La procesión se inicia en la iglesia de San Miguel Arcángel con las imágenes del Cristo de la Humildad y del Cristo del Perdón. Recorre varias calles de la localidad, tales como la avenida de la Constitución o la calle del Agua. Tras una bonita y mística procesión se vuelve al mismo lugar.
Jueves Santo
Primer grupo de cofrades con los pasos de la Oración del Huerto, Jesús Amarrado a la Columna, La Verónica y El Nazareno, salen de la iglesia de Santa María de Altagracia por la calle de los Pedreros hasta ‘’Las Cuatro Esquinas’’, donde esperarán la salida de los pasos del Cristo de la Humidad y el Cristo del Perdón de la iglesia de San Miguel para proseguir juntos la procesión por las calles, Vargas, Damas y El Agua hasta la iglesia de Santa María. Allí se quedan algunos pasos y el resto sigue hasta la iglesia San Miguel por la calle de los Pedreros de nuevo.
Viernes Santoprocesión del Santo Entierro
Procesión que tiene sus orígenes en los siglos XVII y XVIII, con el Cristo Yacente, talla articulada atribuida a la escuela de Gregorio Fernández, acompañado de los pasos de la Virgen de la Soledad obra del siglo XVIII, la Virgen de los Dolores, El Calvario, paso que ganó el premio en la exposición de Barcelona del año 1929, y la imagen de Sta. María Magdalena.
Todos los pasos con sus cofrades salen de la iglesia de San Miguel.
El recorrido se inicia por la avenida de la Constitución, sube por la calle de los Derechos Humanos, Damas, plaza Mayor, Herradores, Crucera de Santa María y bajan a la iglesia de San Miguel por la calle de los Pedreros.
Domingo de ResurrecciónLa procesión es llamada El Encuentro y empieza a las 11:00h de la mañana en la iglesia de Santa María de Altagracia. De esta iglesia salen dos imágenes, una de Cristo Resucitado, portada por hombres, y otra de la Virgen con un manto de luto, portada por mujeres. Las dos imágenes toman diferentes caminos y llegan a la plaza Mayor, una por la entrada este y la otra por la oeste. Al llegar, cambian el manto negro de la Virgen por uno blanco, y se realiza una suelta de palomas.
Más tarde, las dos imágenes vuelven a la iglesia, donde se celebra una misa. Esta procesión es la última de la Semana Santa jaraiceña, y una de las más presenciadas.

#### San Antonio de Padua
Cada 13 de junio el pueblo sale a la calle con los danzantes en honor a este santo, llamados comúnmente bailaores. Quince o dieciséis bailaores se sitúan alrededor de una estaca en la plaza Mayor, vestidos con los trajes típicos y giran en torno a él provistos de una cinta que van enrollando alrededor de este.

#### San Cristóbal
El segundo fin de semana de julio, por ser el más cercano al día 10 de julio (festividad de San Cristóbal), el pueblo se llena de coches y carrozas. El sábado, las charangas de la localidad recorren los bares, donde tiene lugar el popular cañeo. También tienen cita otras celebraciones, como actuaciones y verbenas a lo largo de la tarde. Durante el domingo hay una procesión de coches que pasan por el pueblo para ser bendecidos por uno de los párrocos de la población en nombre de San Cristóbal. A continuación se celebra una misa en la iglesia de Santa María, siendo una de las más concurridas y bonitas del año.

#### Feria de San Andrés
Se celebra un Mercado Medieval con motivo de la Festividad de San Andrés que suele ser el primer fin de semana de diciembre. Se celebra durante un día y, en él se rememora cómo era la vida en el medievo. En los portales de la plaza Mayor hay varios puesto en los que se venden productos artesanales, cerámicas, juguetes, almendras y nueces garrapiñadas, castañas asadas, frutos secos, etc. También se realizan actividades para los más pequeños, como pintacaras, gymkana, globoflexia y castillos hinchables. Normalmente, a las 14:00 h. se reparte, en los portales del ayuntamiento unas Migas extremeñas, que se acompañan con un ponche. Estas migas son hechas por el Hogar II, de Jaraíz de la Vera, y pueden ser degustadas por todo el que acuda.
La fiesta, recuperada en 2002, cuenta siempre con una gran asistencia, y en ella se revive el folclore de la localidad.

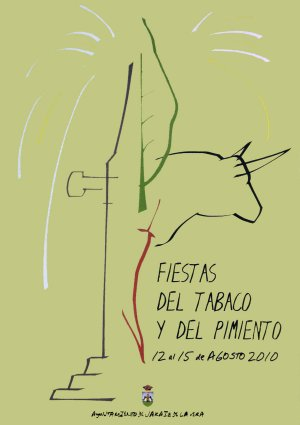
Cartel ganador del concurso de cartel anunciante de las fiestas del Tabaco y del Pimiento 2010

#### Festividad de la Virgen del Salobrar
El primer y segundo Domingo de Pascua, Lunes de Pascua y Lunes de Piedra después de haber sido trasladada la imagen de la Virgen desde su primitiva ubicación en las márgenes del Tiétar, a la ermita del Cristo de la Humildad en Jaraíz en el siglo XIX, se comenzaron a celebrar los actos en torno a ella en su actual ubicación. Comienzan los actos para festejar a la patrona de Jaraíz el Domingo de Pascua de Resurrección: al comenzar la tarde, trasladándose la imagen en procesión desde la ermita hasta la iglesia de Santa María, tienen lugar los actos religiosos, que se abren con una serie de novenas, las cuales se extienden a lo largo de una semana. Al día siguiente lunes, vuelve a sacarse en procesión la imagen por la mañana, recorriendo las más importantes calles de la localidad, engalanadas para la ocasión con arcos y motivos florales; por la tarde es trasladada de nuevo a la ermita. El segundo Domingo de Pascua, de nuevo las procesiones ocupan las principales actividades, procediéndose por la tarde en la plaza Mayor al singular Ofertorio de los fieles y la posterior subasta de los regalos hechos a la Virgen.

#### Fiestas del tabaco y del pimiento
La expresión lúdico-festiva más importante de la localidad tiene lugar entre el 12 y el 15 de agosto. Son los festejos con más días dedicados al divertimento, con un gran número de actos deportivos, espectáculos culturales y actividades diversas organizadas por el Ayuntamiento. Las fiestas comienzan en la noche del 11 de agosto con el pregón de ferias y la entrega del Premio Picota, premio entregado por el Ayuntamiento y que consiste en una réplica del Rollo de Santa Ana de 1685, situado en el parque de los Bolos. Una de las principales actividades gira en torno a los festejos taurinos, con una gran tradición en Jaraíz. Otra actividad de gran importancia y participación, a la cual debe su nombre esta festividad, es el concurso al mejor tabaco y pimiento que tiene lugar en las puertas del Ayuntamiento. Las fiestas terminan con un espectáculo pirotécnico en el polideportivo municipal durante la madrugada del día 16 de agosto.

### Artesanía
Es posible hallar en la capital de la Vera lugares donde se trabaja de forma artesanal en la fabricación de diversos utensilios como el calzado, el bordado o la cestería y la cerámica.
Exposiciones artesanales
- Feria de Artesanía: Se celebra una Feria de Artesanía todos los años durante la Semana Santa. A ella asisten numerosos artesanos de todas las partes de España a vender sus productos a un evento que se consolida cada vez, a la vez que se hace más importante. Los expositores se disponen a lo largo de la avenida de Yuste (calle Nueva) y, también en la plaza de Santa Ana, donde se pueden comprar multitud de productos artesanales: cerámica, cestería, alimentos típicos, etc. Antes se organizaba en la sede que CETARSA posee en la localidad, aunque ante el éxito que supuso realizarlo en su actual ubicación propició su traslado a aquella calle.

- Mercadillo Medieval: Feria de San Andrés

### Gastronomía
En Jaraíz de la Vera existen multitud de locales y restaurantes donde se pueden degustar los platos típicos de la región y de la localidad. Una visita no puede estar completa sin haber probado las truchas de Jaraíz, su cuchifrito, el mojé de peces, sus quesos, sus productos del cerdo o el cabrito. En Jaraíz de la Vera tiene su sede el Consejo Regulador de la Denominación de Origen Pimentón de la Vera, y además a mediados de agosto tiene lugar la fiesta del tabaco y el pimiento. Igualmente, en la localidad podemos encontrarnos con multitud de establecimientos donde adquirir productos naturales elaborados artesanalmente.

### Deporte
El municipio cuenta con un equipo de fútbol, el C.F. Jaraíz, que en la temporada 2024-2025 juega en el grupo XIV de Tercera Federación.

### Medios de comunicación
Prensa escrita
El periódico regional Hoy cuenta con una edición local en Jaraíz de la Vera. También existe el periódico local Diario de Jaraíz de la Vera.
Radio
Desde la villa emiten las siguientes emisoras de radio:
- Canal Extremadura Radio: 99.9 FM;
- Cadena 100: 101.2 FM;
- Radio Jaraíz: 107.5 FM.

Televisión
Jaraíz de la Vera recibe la señal del repetidor de televisión del valle del Tiétar. La villa es sede de una de las ocho demarcaciones de televisión local de la provincia, cuyo ámbito directo se extiende a Aldeanueva de la Vera, Cuacos de Yuste, Garganta la Olla, Jarandilla de la Vera y Losar de la Vera. En abril de 2010 se adjudicó una licencia de esta demarcación a Teleplasencia.